# Objection de conscience

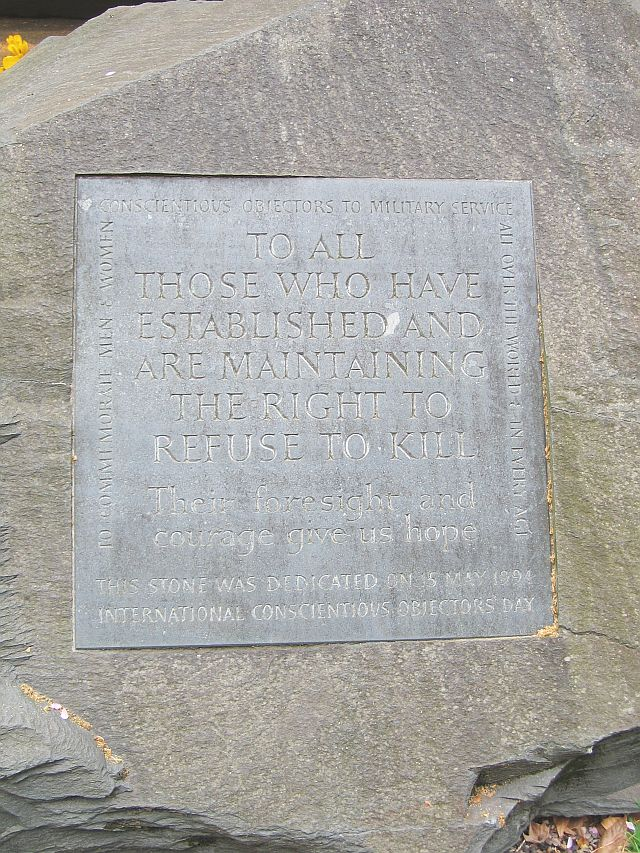
Plaque dédiée aux objecteurs de conscience, Londres, 15 mai 1994.

L'objection de conscience est un refus d'accomplir certains actes requis par une autorité lorsqu'ils sont jugés en contradiction avec des convictions intimes de nature religieuse, philosophique, politique, idéologique ou sentimentale. Une telle objection, mûrement réfléchie ou plus spontanée, exprime une difficulté de se conformer à une situation, voire un reproche ou une accusation, et peut être un acte illégal occasionnant des poursuites et des châtiments pénaux. L'objection de conscience est un aspect universel de la liberté de conscience, qui s'inscrit dans un effort historique de l'humanité pour mieux circonscrire le pouvoir des autorités civiles et religieuses, et même des pouvoirs économiques. Elle peut être individuelle ou collective si, comme le précise le séminaire sur la « Liberté de conscience » organisé par le secrétariat général du Conseil de l'Europe, « elle engage un groupe d'individus souhaitant affirmer leur position en soulignant nettement l’existence d’une attitude commune ».
Depuis le début du XXe siècle, le terme « objection de conscience » a surtout été appliqué au cas du refus de prendre part aux activités militaires. De tels objecteurs sont généralement considérés comme des pacifistes ou des antimilitaristes. Ils refusent de se porter volontaire à l'appel pour le service militaire, et de servir même s'il y a une conscription. Dans les pays où le service militaire est obligatoire, les lois autorisent parfois les objecteurs de conscience à effectuer un service alternatif, généralement appelé un service civil, au lieu de joindre l'armée. Il arrive aussi que des « objecteurs de conscience » refusent de payer des impôts qui contribuent aux armées et aux guerres. Les objecteurs de conscience sont encore sujets à emprisonnement dans de nombreux pays. Dans un sens plus large, l'objection de conscience peut concerner la pratique médicale de professionnels de la santé, les serments d'allégeance et la défense personnelle pour des chrétiens, ainsi que des rapports économiques.

## Objection au service militaire par motif de conscience

### Histoire
Au début de l'ère chrétienne, d'après Cecil John Cadoux, « aucun soldat n'est demeuré soldat en [devenant chrétien] jusqu'à l'époque de Marc-Aurèle (161-180), avec une ou deux exceptions possibles ; la pratique habituelle de l'Église était le refus de servir, comme en témoignent les reproches de Celse (177-180) ; et, à l'époque de Tertullien (vers l'an 200), plusieurs soldats avaient quitté l'armée lors de leur conversion ». D'après Jean-François Chemain, Origène, répondant à Celse qui accuse les chrétiens de se désintéresser de l'État, prend une position de principe contre la guerre, rappelant le texte d'Isaïe (II, 4) sur les épées et les lances qu'il faut transformer en socs de charrues, et affirmant que les chrétiens "ne portent plus les armes et ne savent plus faire la guerre" (Origène, Contra Celsum, V, 33).
Selon l'historien Thierry Murcia, au contraire, les sources montrent qu'« un chrétien ne devait pas s’engager dans l’armée, mais qu’un soldat qui se convertissait gardait la possibilité de finir son service ». Maximilien de Theveste, décapité vers 295 ap. J.-C. pour son refus de servir dans l'armée romaine, est reconnu comme martyr par l'Église sous le nom de saint Maximilien,. Pour Lactance, les hommes, descendant d'un ancêtre commun, sont tous parents entre eux, et la guerre ne saurait dès lors être qu'un "meurtre public" (Lact. Inst. Diu. VI, 10). Faire la guerre est en outre contraire à la sagesse, qui doit pousser l'homme de bien à rechercher plutôt la justice, qui évite la guerre. La seule guerre qui vaille vraiment, Lactance s'en explique longuement, c'est celle que l'homme doit mener contre ses propres vices.
Saint Martin (316-397), soldat converti alors qu'il est engagé dans l'armée demande à ne pas participer à l'attaque de Worms contre les Alamans. « Je suis soldat du Christ, il ne m’est plus permis de combattre. », déclare-t-il. Traité de lâche par l'empereur Julien, il décide alors de marcher en tête de ses troupes, sans autre arme qu'une croix, mais il se trouve que les adversaires se rendent avant l'assaut.
Durant le Moyen Âge, les chrétiens membres des sectes des pauliciens, bogomiles, cathares et vaudois refusaient toujours de prendre part aux croisades et autres guerres. En 1205, François d'Assise s'apprête à rejoindre l'armée de Gauthier de Brienne mais un songe fait à Spolète le pousse à abandonner ce projet. Il édictera l'interdiction du port des armes dans la règle franciscaine. L'objection de conscience a été adoptée à l'époque de la réforme protestante par plusieurs communautés, dont les mennonites et les huttérites, puis au XVIIe siècle par les shakers et les quakers. « Les disciples de Menno Simons [vers 1492-1565], les Mennonites, refusaient de servir l’État, que ce fût en tant que soldats ou en tant que fonctionnaires. On pourrait voir en eux des précurseurs de la non-violence ». Dès 1575, durant les guerres d’indépendance des Pays-Bas, les Mennonites ont été exemptés de l’obligation de participer à la garde armée de leurs communautés. George Fox et autres quakers écrivent en 1660 : « Nous nous réjouissons dans le témoignage de notre conscience… Celui qui nous a commandé de ne pas faire de serment nous a aussi commandé de ne pas tuer ».
Les quakers ont démissionné en bloc du gouvernement de la Pennsylvanie quand l’Angleterre a déclaré la guerre contre les Français et les Indiens en 1756. John Woolman a transcrit dans son Journal un « appel » des anciens formulé à cet effet en 1755. La constitution de cet État a adopté le concept de droit à l'objection de conscience en 1776.

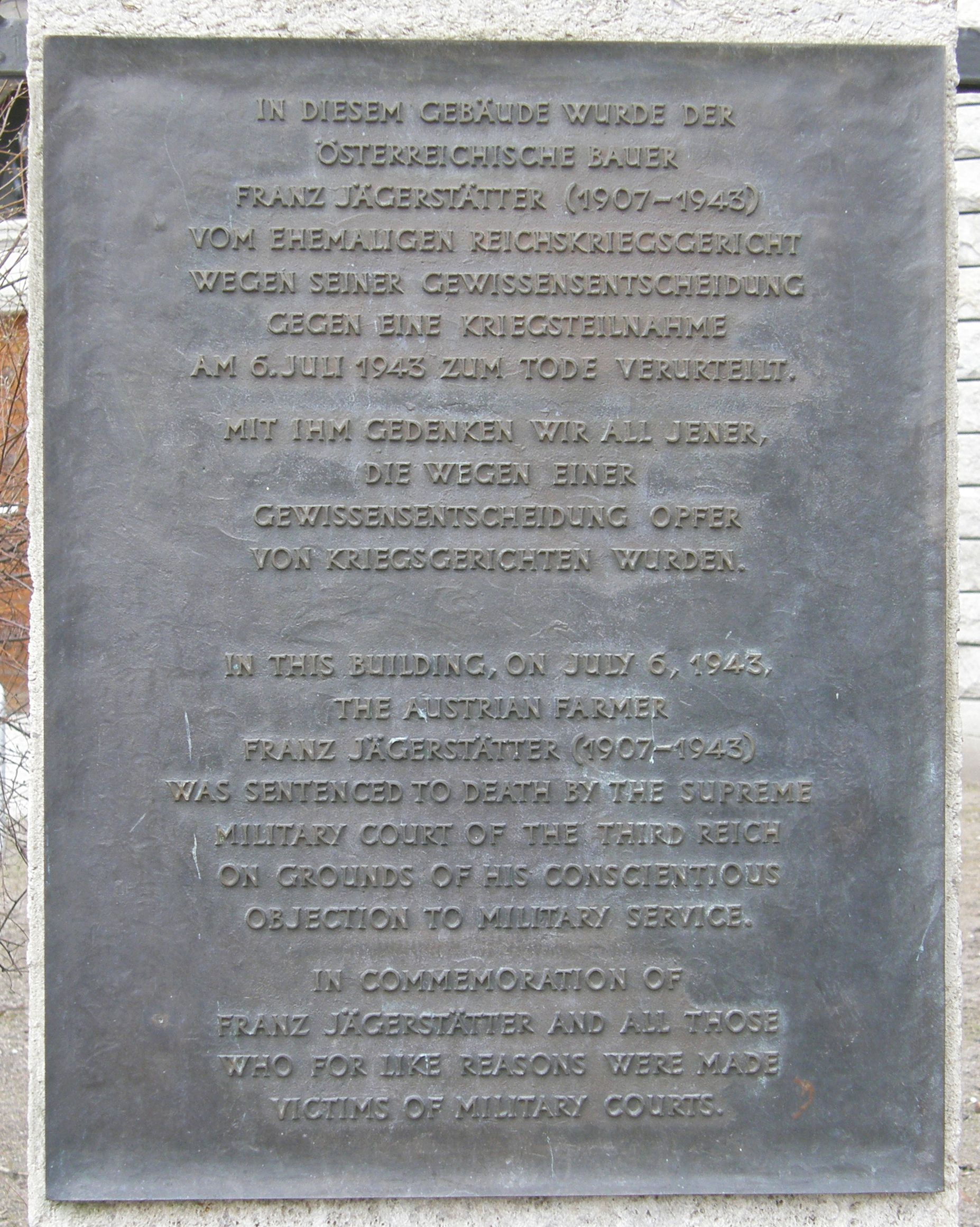
Plaque commémorative de la condamnation de Franz Jägerstätter, objecteur de conscience autrichien guillotiné sous le Troisième Reich.

En 1846, Henry David Thoreau publie l'essai connu plus tard sous le nom de La Désobéissance civile, dans lequel il explique son refus de payer ses impôts à l'État du Massachusetts, parce que celui-ci apporte son soutien, dit-il, à la guerre des États du Sud pour l'expansion de l'esclavage au Texas — alors territoire espagnol. Toujours aux États-Unis, environ 43 000 soldats refusèrent de combattre durant la Deuxième Guerre mondiale. 6 000 d'entre eux furent emprisonnés, ce qui représentait le sixième de tous les détenus dans les prisons fédérales pendant cette période.
En France, les objecteurs de conscience apparaissent pendant la Grande guerre. Louis Lecoin, en novembre 1916, refuse son ordre de mobilisation immédiat et adresse au gouvernement militaire de Paris une lettre dans laquelle il l’informe de son refus d’être incorporé. Avec Pierre Ruff et Claude Content, il rédige un tract intitulé « Imposons la paix ». Tous trois comparaissent le 5 mars 1917 devant la 10e chambre du Tribunal correctionnel pour « propos alarmistes » et sont condamnés. En outre, Lecoin est condamné 18 mois supplémentaires pour trouble à l'ordre public, sans même pouvoir s'exprimer. Il sera libéré en 1920, bénéficiant d'une grâce. Dès 1924, le premier collectif pour l'objection de conscience se met en place. Durant les Première et Seconde Guerres mondiales, les personnes refusant d'aller à la guerre étaient, pour la plupart, fusillées[réf. nécessaire]. Mais jusqu'en 1963, aucune mesure concernant l'objection n'est prise. C'est à cette époque, durant la guerre d'Algérie, que les objecteurs entrent sur la scène publique française. Quelques jeunes refusent de partir en Algérie les armes à la main et, organisés dans l'Action civique non violente, vont dans les bidonvilles de la région parisienne apporter leur appui aux Algériens,. Ces jeunes passent rapidement des bidonvilles à la prison. Ils ne la quitteront qu'après le vote de la loi créant le service civil pour les objecteurs de conscience, en décembre 1963. D'autres militants pour la non-violence manifestent pour obtenir qu'un statut de l'objection de conscience soit mis en place. L'ensemble de ces actions permet finalement la création d'un statut de l'objection de conscience en 1963. Ce statut reste à l'époque très précaire et limité comme l'illustre une phrase de Charles de Gaulle : « un statut de l'objection de conscience d'accord, mais le moins possible d'objecteurs ». La diffusion d'informations concernant l'objection de conscience était interdite, le statut n'était pas accordé dans tous les cas et les affectations se faisaient selon le bon vouloir de l'administration. Vingt ans après, en 1983 une nouvelle loi permet l'obtention quasi automatique du statut et autorise la diffusion d'informations concernant l'objection de conscience. Depuis cette date, le nombre d'objecteurs en poste n'a cessé d'augmenter. En 1997, avant la suspension du service national, 4 000 associations accueillent 9000 objecteurs sur les 15000.

### Nature des motifs invoqués en guise de justification
La motivation des objecteurs de conscience peut être de différents ordres, qui correspondent aux divers types de pacifisme que l'on retrouve dans la non-violence : croyance religieuse, pensée philosophique et politique, et sentiment personnel. Le motif de l'objection de conscience a pu être formulé de manière détaillée, et en dehors de toute situation d'objection comme telle, par exemple chez des auteurs ou des membres de sectes, mais il n'est parfois connu qu'indirectement et partiellement, par rapport à des circonstances historiques particulières vécues de manière personnelle.
- Motifs religieux :
  - Dans le cas du christianisme, dont l'enseignement moral contient une interdiction de tuer un être humain et un devoir de solidarité humaine qui peuvent être comprises comme contradictoires avec certaines exigences des États, l'autorité de la doctrine religieuse est la base de l'objection de conscience chez les premiers chrétiens, chez certains auteurs comme Adin Ballou, Léon Tolstoï ou Toyohiko Kagawa, et dans des dénominations comme celles des mennonites, quakers, adventistes, les témoins de Jéhovah[23], voire, de manière minoritaire, dans certaines des principales églises chrétiennes ; le refus de participer aux activités militaires peut aussi provenir de constats plus pratiques, comme le fait qu'il y a des membres des mêmes groupes religieux dans les autres pays, cas par exemple en 1914 du quaker anglais Henry Hodgkin et du luthérien allemand Friedrich Siegmund-Schultze. Parmi les pionniers de cette non-violence religieuse en France, on peut citer Henri Roser, André Trocmé ou Jacques Martin, membres fondateurs du MIR (mouvement international de la réconciliation).
  - Les témoins de Jéhovah refusent aussi d'exécuter un service civil. C'est pourquoi, en 1963, lors des revendications pour la création de ce service alternatif, des témoins objecteurs emprisonnés à Mauzac et Monsac écrivent à propos de cette lutte qu'ils « n'ont jamais été solidaires, et ne le seront jamais, des actions que vous pourriez entreprendre pour le statut »[24].
  - Dans le cas de l'hindouisme, le concept de non-violence (ahimsa) et résistance non-violente a une longue histoire dans la pensée religieuse indienne et s'est propagée également dans des contextes hindouistes, bouddhistes, jaïnistes et judéo-chrétiens. Le concept de non-violence lui-même est une traduction, forgée par Gandhi, du mot sanscrit ahimsa (a : privatif et himsa : nuisance, violence), présent dans les traditions religieuses de l’Inde. Gandhi explique cette philosophie et ce mode de vie dans son autobiographie[25] non sans puiser une partie de son inspiration dans les écrits de Léon Tolstoï. Gandhi croyait fortement à l'efficacité de la lutte non-violente et de la désobéissance civile à condition de respecter un certain nombre de règles dans le domaine de la maîtrise de soi. Selon ses propres paroles, « dans le conflit armé on cherche à détruire l’adversaire ; dans le conflit non-violent on cherche à le convaincre ; réussir, c’est arriver à définir avec l’adversaire des objectifs communs que l’on peut atteindre en coopérant »[26].

- Motifs philosophiques et politiques. Les tenants des philosophies anarchistes peuvent refuser, par principe, d'obéir à des autorités étatiques et militaires par le fait même que ce sont des autorités. L'objection peut aussi être fondée sur diverses doctrines politiques, incluant l'internationalisme (comme chez les socialistes avant la première guerre mondiale (voir conférence de Zimmerwald)), le pacifisme, l'antimilitarisme, des motifs humanitaires, ou liées à des objectifs de réforme des relations internationales, notamment en ce qui a trait aux lois, à l'arbitrage des différends entre États, et au désarmement. Ces auteurs fondent leur attitude sur une conception morale, de même que chez les chrétiens, mais leur objection n'est pas fondée sur une autorité divine et repose essentiellement sur la considération des avantages de l'absence de guerre, comparée aux désavantages de l'état contraire. C'est parfois un contexte politique très particulier qui amène certains hommes à l'objection de conscience, comme dans le cas des refuznik israéliens. Des auteurs comme Lao Tseu, Jean Jaurès, Bertrand Russell et Romain Rolland ont exprimé ce type d'objection de conscience.

* Motifs sentimentaux. Aux motifs d'objection de conscience fondés sur une foi religieuse ou une conception philosophique, il faut ajouter la raison qui est essentiellement sentimentale, et notamment la peur, que ce soit la peur personnelle de souffrir et de mourir, ou l'horreur viscérale du sang versé.[réf. nécessaire]

### Détails des objets particuliers de l'objection
Une objection de conscience peut s'exprimer à différents stades d'un parcours individuel, ou de l'évolution d'une situation politique. Ainsi, les codes de lois militaires font des distinctions entre les circonstances dans lesquelles ont lieu l'objection de conscience, notamment en fonction du statut d'un homme par rapport à l'armée, et de son grade dans celle-ci, ainsi que des activités et des circonstances politiques et militaires ; ces distinctions légales servent aux cours martiales pour établir des sanctions pénales aux « objecteurs de conscience ».

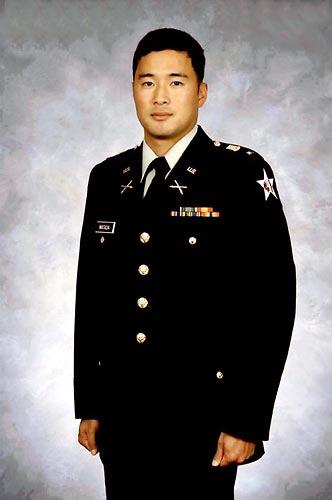
Le premier lieutenant américain Ehren Watada a objecté « sélectivement » à la guerre d'Irak en 2006.

- L'objection au service armé : ou encore refus de servir dans les unités combattantes. L'administration militaire accepte parfois de placer les objecteurs comme soldats non armés dans les troupes sanitaires ou du train.
- L'objection à la conscription : le refus du service militaire obligatoire est le refus de servir le plus courant, parfois nommé « refus de l'appel ». La plupart des pays proposent un service alternatif au service militaire, appelé le plus souvent service civil. Cette alternative figure dans certains traités internationaux relatifs aux droits civiques.
- L'objection à une guerre particulière ou « objection sélective » : pour l'objecteur ce n'est pas une guerre juste, ou bien il voit une guerre d'agression là où son gouvernement prétend mener une guerre défensive.
- L'objection à monter en grade : c'est souvent le cas d'un simple soldat qui refuse de se trouver dans la situation de devoir donner des ordres. En Suisse, le soldat désigné pour monter en grade est renvoyé devant le tribunal militaire pour « refus de servir » s'il ne se soumet pas[27].
- L'objection au service alternatif : les « objecteurs totaux » ou « insoumis » refusent aussi le service alternatif, ou service civil, car il dépend encore de l'État. En allemand Totalverweigerer (de). Cela peut être le cas des anarchistes et cela a été le cas de nombreux Témoins de Jéhovah (En France, au moins jusqu'en 1995[28],[29]).
- L'objection à l'exercice d'obscurcissement (Suisse) : en Suisse, les autorités ont imposé des exercices d'obscurcissement des bâtiments pour éviter les bombardements des villes. Refus choisi par Pierre Ceresole en 1938 car « Il ne faut plus faire appel à la peur pour motiver notre effort vers la paix »[30].
- L'objection à l'effort de guerre : c'est-à-dire anciennement refuser de mettre sa force de travail au service de la guerre. De manière plus moderne, cela peut être le refus de contribuer aux recherches et aux technologies liées au secteur militaire[31].
- L'objection à l'enrôlement : le recrutement n'est possible que si les autorités disposent de listes de citoyens en âge de combattre. En Angleterre, l'organisation No-Conscription Fellowship créée à la fin de 1914 réunit rapidement près de 10 000 membres.
- L'objection aux impôts militaires ((en) Conscientious objection to military taxation (en)) : dans tous les pays ayant une armée, une partie des impôts lui est consacrée. Des individus refusent alors de payer tout ou partie de ces impôts. Des associations naissent, par exemple en Angleterre en 1906-1918 la Women's Tax Resistance League, aujourd'hui au Canada Nos impôts pour la paix, aux États-Unis la National Campaign for a Peace Tax Fund (en).
- L'objection à l'emprisonnement : certains objecteurs ont exprimé leur désaccord de la peine de prison à laquelle ils avaient été condamnés, en faisant une action symbolique pouvant être relayée par les médias, en se cachant, ou en s'expatriant.

Parfois les objecteurs se regroupent, l'objection collective donne une dimension politique au refus. Le soutien de l'opinion publique est recherché. C'est le cas particulièrement pour l'objection aux impôts militaires.

## L’objection de conscience dans le monde

### Europe

#### Conseil de l'Europe
Longtemps, la Cour européenne des droits de l'homme, a considéré que l'article 9 de la Convention européenne des droits de l'homme (liberté de religion), ne garantissait pas l'objection de conscience et dépendait par conséquent des réglementations de chaque État.
Toutefois, un revirement de la jurisprudence de la Cour s'est opéré lors de l'arrêt Bayatyan c. Arménie (no 23459/03) du 7 juillet 2011, par lequel elle avait estimé que l'opposition au service militaire lorsqu'elle était motivée par un conflit grave et insurmontable entre l'obligation de servir dans l'armée et la conscience d'une personne, constituait une conviction atteignant un degré suffisant de force, de sérieux, de cohérence et d'importance pour entraîner l'application des garanties de l'article 9. La cour européenne a ainsi estimé que l'Arménie devait instituer un service civil alternatif au service militaire.
Cette jurisprudence a été confirmée lors d'une autre affaire où saisie par un Turc d'origine kurde objecteur de conscience la Cour a affirmé dans l'arrêt Savda c. Turquie (No 42730/05) du 12 juin 2012 que « un système qui ne prévoit aucun service de remplacement ni aucune procédure effective et accessible au travers de laquelle l’intéressé a moyen de faire établir s'il peut ou non bénéficier du droit à l'objection de conscience ne ménage pas un juste équilibre entre l’intérêt de la société dans son ensemble et celui des objecteurs de conscience. Il s'ensuit que les autorités compétentes ont manqué à leur obligation tirée de l'article 9 de la Convention. »
Thomas Hammarberg, commissaire aux droits de l'homme du Conseil de l'Europe écrit en 2012 : « L’objection de conscience est un droit de l’homme. Il est donc grand temps que tous les États membres respectent leurs engagements et reconnaissent ce droit de manière effective ».
Le tableau suivant indique la date de la première référence légale à la reconnaissance de l'objection de conscience ou à un service civil pour les objecteurs. Pour certains pays, la mise en application des droits des objecteurs a été tardive ou mal respectée. La Turquie est le seul pays membre du Conseil de l'Europe qui ne reconnaît pas le droit à l'objection de conscience.
| Année de reconnaissance du droit | Pays                 | Droit inscrit dans la Constitution | Année de suspension de la conscription  |
| -------------------------------- | -------------------- | ---------------------------------- | --------------------------------------- |
| 1916                             | Royaume-Uni          |                                    | 1963                                    |
| 1917                             | Danemark             |                                    |                                         |
| 1920                             | Suède                |                                    | 2010 (rétablie en 2018)                 |
| 1922                             | Pays-Bas             | Oui                                | 1996                                    |
| 1922                             | Norvège              |                                    |                                         |
| 1931                             | Finlande             |                                    |                                         |
| 1949                             | Allemagne            | Oui                                | 2011                                    |
| 1955                             | Autriche             | Oui                                |                                         |
| 1963                             | France               |                                    | 2001                                    |
| 1963                             | Luxembourg           |                                    | 1969                                    |
| 1964                             | Belgique             |                                    | 1995                                    |
| 1972                             | Italie               |                                    | 2004                                    |
| 1976                             | Portugal             | Oui                                | 2004                                    |
| 1978                             | Espagne              | Oui                                |                                         |
| 1988                             | Pologne              | Oui                                | 2009                                    |
| 1989                             | Hongrie              | Oui                                | 2005                                    |
| 1990                             | Croatie              | Oui                                | 2008                                    |
| 1990                             | Lettonie             |                                    | 2007 (rétablissement annoncé pour 2023) |
| 1990                             | Lituanie             |                                    | 2009 (rétablie en 2015)                 |
| 1991                             | Bulgarie             | Oui                                | 2007                                    |
| 1991                             | Estonie              | Oui                                |                                         |
| 1992                             | Moldavie             |                                    |                                         |
| 1992                             | Chypre               |                                    |                                         |
| 1992                             | Tchécoslovaquie      |                                    | 2004                                    |
| 1992                             | Géorgie              |                                    | 2016 (rétablie en 2017)                 |
| 1992                             | Serbie               | Oui                                | 2011                                    |
| 1992                             | Monténégro           | Oui                                | 2006                                    |
| 1992                             | Slovénie             | Oui                                | 2003                                    |
| 1993                             | Fédération de Russie | Oui                                |                                         |
| 1994                             | Biélorussie          | Oui                                |                                         |
| 1995                             | Azerbaïdjan          | Oui                                |                                         |
| 1996                             | Bosnie-Herzégovine   |                                    | 2005                                    |
| 1996                             | Roumanie             |                                    | 2006                                    |
| 1996                             | Suisse               |                                    |                                         |
| 1996                             | Ukraine              | Oui                                | 2012 (rétablie en 2014)                 |
| 1997                             | Grèce                |                                    |                                         |
| 1998                             | Albanie              | Oui                                | 2010                                    |
| 2001                             | Macédoine du Nord    |                                    | 2007                                    |
| 2003                             | Arménie              |                                    |                                         |
| Non                              | Turquie              |                                    |                                         |

#### Union européenne
La Charte des droits fondamentaux de l'Union européenne dispose à l'article 10, dédié à la « Liberté de pensée, de conscience et de religion », la disposition suivante au point 2 : « Le droit à l'objection de conscience est reconnu selon les lois nationales qui en régissent l'exercice ».

#### Stop conscription in Europe now!
Créée en 1997 à l'initiative du groupe italien Né giusta né utile - Movimento per l'abolizione della leva obbligatoria militare e civile (Ni juste ni utile, mouvement pour l'abolition du service national obligatoire militaire et civil) et de la Ligue hongroise contre la conscription (Hadkötelezettséget Ellenzők Ligája), la coalition Stop conscription in Europe now! a réuni des mouvements de onze pays.

#### Allemagne

##### Allemagne nazie
Sous le régime nazi, tout homme refusant de servir dans l'armée était condamné à mort. Le témoin de Jéhovah August Dickmann a été le premier à être exécuté. Il l'a été le 15 septembre 1939 au camp de concentration de Sachsenhausen devant six cents de ses coreligionnaires,. Environ 7 000 témoins de Jéhovah ont été objecteurs en Allemagne nazie. 24 559 objecteurs allemands et autrichiens ont été exécutés entre septembre 1939 et janvier 1945.
Hermann Stöhr était secrétaire de la section allemande du Mouvement international de la réconciliation. Ayant refusé de se soumettre au service militaire et au serment hitlérien, il est décapité le 21 juin 1940.

##### Allemagne fédérale
« Nul ne peut être contraint d'accomplir contre sa conscience un service militaire armé », déclare l'article 4 de la Constitution allemande.
En mai 1950, le synode de l'Église protestante en Allemagne adopte la résolution suivante : « Nous adressons un appel à tous les membres de notre peuple à l'Est et à l'Ouest, afin qu'ils ne donnent jamais leur consentement à une guerre dans laquelle des Allemands combattraient contre des Allemands. Nous approuvons avec reconnaissance les Constitutions de certains gouvernements qui protègent ceux qui par conscience refusent les services de guerre. Quiconque refusera de servir en temps de guerre peut être assuré de la protection et de l'intercession de l'Église ».
En 1961, les premiers objecteurs de conscience effectuent un service civil.
En 1971, le chancelier s'inquiète de l'augmentation du nombre d'objecteurs (19 363 en 1970). Le statut des objecteurs de conscience étant admis pour tous les motifs et sur simple déclaration, les autorités ont été incapables de trouver un nombre suffisant d'emplois, aussi un grand nombre d'objecteurs ont été purement et simplement libérés de toute obligation. En 1980, on fait état de 70 000 objecteurs, soit 17 % du total des appelés. En 1995, ils sont 160 000 sur une classe de 300 000 jeunes en âge d'être incorporés.
En 2002, le Parlement a révoqué toutes les peines prononcées contre les déserteurs et objecteurs de conscience. En 1997, il a déclaré que les condamnations prononcés pendant la Seconde guerre mondiale par les tribunaux de la Wehrmacht à l'encontre des déserteurs, des objecteurs de conscience et des soldats reconnus coupables d'atteinte au moral des troupes constituaient des dénis de justice et il a attribué 7 500 deutschemarks aux deux-cents survivants. En 2009, il a réhabilité quelque 30 000 « traîtres de guerre ».
Les services militaire et civil ont été suspendus en Allemagne le 1er juillet 2011,,.

##### République démocratique allemande
En septembre 1964, l'Allemagne de l'Est accorde aux objecteurs de conscience la possibilité de servir dans des unités de pionniers non armés pendant une durée égale à celle du service armé. Ils doivent promettre de servir loyalement leur pays, de collaborer à la victoire finale du socialisme et d'être honnêtes, courageux et disciplinés.

#### Autriche-Hongrie
Des anabaptistes nazaréens hongrois refusent le service militaire en se référant à un droit qui leur était anciennement garanti. Pendant la Première Guerre mondiale, l'Autriche-Hongrie ne reconnaît pas ce droit. Plusieurs objecteurs de conscience sont fusillés ou pendus.
En 1914, après la déclaration de guerre de l'Autriche à la Serbie, Pierre Ramus interrompt rapidement son service militaire et se met à la disposition des autorités comme objecteur de conscience. Il est alors arrêté à deux reprises pour espionnage et trahison. Jusqu'à la fin de la guerre, il est en résidence surveillée et ne peut maintenir ses activités politiques.

#### Autriche
L'objecteur de conscience Franz Jägerstätter est exécuté le 9 août 1943 à Berlin. Victime du régime nazi, il est vénéré comme bienheureux et martyr par l'Église catholique. Il a fait l'objet de la filmographie suivante :
- 1971 : Der Fall Jägerstätter, d'Axel Corti
- 2009 : Franz Jaegerstaetter: A Man of Conscience, de Jason A. Schmidt et Ron Schmidt (court métrage)
- 2019 : Une vie cachée, de Terrence Malick

Le droit à l'objection de conscience est légalement reconnu en Autriche depuis 1974. Il est inscrit dans l'article 9(a) de la constitution. Depuis le 1er janvier 2006, la durée du service de remplacement est de 9 mois, soit 1,5 fois de plus que le service militaire.
Le 20 janvier 2013, près de 60 % de citoyens se sont exprimés par référendum en faveur du maintien de la conscription.

#### Belgique
Au cours de la décennie 1930, des objecteurs comme Berten Fermont (nl) sont condamnés parce qu'ils refusent le service militaire par nationalisme flamand, en particulier pour que les ordres ne leur soient pas donnés en français.
En Belgique, les anarchistes Léo Campion et Marcel Dieu sont les premiers francophones à avoir refusé la conscription en 1933. Jean Van Lierde a ouvert la voie à la reconnaissance juridique de l'objection de conscience en déclarant son objection en 1949. Sa déclaration du 3 octobre 1951 devant le Conseil de guerre est publiée sous le titre Pourquoi je refuse d'être soldat (publiée en 1956 par Internationale des résistants à la guerre-IRG). Jean Van Lierde a été emprisonné et a consigné ses réflexions de cette époque dans Les cahiers de prison de Jean Van Lierde 1949-1952.
Il faut attendre le 30 décembre 1955 pour que les ministres de la Justice et de l'Intérieur saisissent le gouvernement d'un projet de statut. Le ministre de la Défense nationale prend alors la décision de chasser de l'armée les objecteurs après 18 mois de prison, en les privant de leurs droits électoraux.
De 1949 à 1961, en Belgique, 600 objecteurs de conscience totalisent plus de 1 000 années de prison. De nombreux mouvements pacifistes soutiennent les objecteurs, dont l'IRG-WRI, le Mouvement international de la réconciliation (MIR-IFOR) animé par un pasteur objecteur qui s'est vu refuser pour cette raison la consécration par son Église réformée de France et qui a été recueilli par l'Église chrétienne missionnaire belge, le Comité Pax de coordination pour la paix mondiale, la Ligue des Citoyens du monde, le Service civil international (SCI), les Jeunes gardes socialistes qui, sans discontinuer, luttent dès 1950 pour la reconnaissance légale de l'objection de conscience et qui adoptent en mars 1960 une résolution demandant la suppression du service militaire obligatoire et envisagent la suppression de l'armée, etc.
Dès le 21 juin 1961, sur proposition des représentants des objecteurs, dont Jean Van Lierde, à l'occasion de la Table ronde belgo-congolaise à Bruxelles de janvier 1960, la loi sur la milice est modifiée, amendement qui permet à certains jeunes (uniquement ceux qui détiennent le diplôme requis) d'effectuer un service civil pendant trois ans, sans risquer d'être condamnés pour objection de conscience. Dès septembre, les demandes affluent au ministre de l'Intérieur. Ce type de service dans la coopération et le développement, toujours en vigueur actuellement, est alors limité à certaines professions : enseignants, ingénieurs techniciens, médecins, pharmaciens, biologistes, dentistes, assistants sociaux, radio-techniciens et licenciés en sciences politiques et administratives appliquées aux pays en voie de développement.
En mai 1963, trois prêtres, à l'instar de la démarche en Suisse de Pierre Annen et Arthur Villard, refusent un rappel militaire de quelques semaines, par solidarité avec les dizaines d'objecteurs emprisonnés. Cette « affaire » eut en Belgique un grand retentissement.
Finalement, le statut sera adopté par le Sénat en juin 1963 et par la Chambre des représentants en mai 1964, en dépit des pressions exercées par les associations patriotiques et d'anciens combattants, visant à empêcher ou retarder le vote. Cette consécration a donc eu lieu après quatorze années de lutte et le dépôt de plusieurs propositions et projets de loi. Pour comparaison, en Suisse, le même postulat a été déposé pour la première fois au début du siècle écoulé.
La loi de 1964, qui a pour but principal de mettre fin au scandale des emprisonnements d'objecteurs, est restrictive. Les objecteurs sont affectés à la Protection civile ou au service militaire non armé, avec les problèmes qu'on imagine (affectations au réseau d'alerte nucléaire ou aux meetings de la Force aérienne, punitions, corvées). Les motifs politiques ne sont pas reconnus. La loi n'autorise pas à se proclamer objecteurs ceux qui le sont devenus après ou pendant leur service militaire. Trois ans après son adoption, les objecteurs se mettent en grève,,,,,,,,,,,,,,, mouvement qui va hâter l'adoption des premières modifications importantes du statut.
Parmi les autres innovations qu'apporta la loi du 22 janvier 1969 (accès à l'exemption pour service à la coopération, possibilité d'obtenir le statut après le service militaire mais avant le premier rappel, introduction des interdictions d'exercer un métier en rapport avec l'usage, le port, la fabrication ou la vente des armes et munitions), c'est l'institution expérimentale de «l'affectation à des tâches d'utilité publique» qui transforma le plus profondément le statut des objecteurs de conscience. Cinq ans plus tard, les objecteurs qui veulent rester à la Protection civile ne sont plus qu'une minorité.
En 1974, les objecteurs dénoncent une circulaire du ministre de l'Intérieur limitant leur liberté d'expression : toute interview ou toute prise de parole en public relative au statut est subordonnée à son autorisation. Jean Van Lierde intervient vigoureusement, mais cette circulaire ne sera abrogée qu'en 1977.
La période de 1975 à 1984 voit une mobilisation constante des objecteurs qui tentent d'améliorer leurs conditions matérielles ; ils sont censés vivre de la même solde que les miliciens et d'une allocation de nourriture calculée au plus juste. Mais c'est pourtant durant cette décennie qu'ils s'affirment comme un élément essentiel de la vie sociale : organismes publics, établissements d'enseignement officiels et libres, institutions de soins, fondations en tout genre se font agréer pour l'affectation d'objecteurs - et se les disputent.
La loi du 3 juillet 1975 apporte diverses réformes positives : notamment, la motivation de la demande de statut est libérée des catégories étroites (raisons d'ordre religieux, philosophique ou moral) de la loi de 1964 qui avaient mis certains requérants en difficulté. L'objecteur peut désormais choisir entre quatre types de service :
- service militaire non armé (même durée que le service militaire) ;
- service civil à la Protection Civile[79] (une fois et demie la durée du service militaire) ;
- service civil dans des organismes de soins de santé ou d'assistance aux personnes âgées ou handicapées (idem) ;
- service civil dans des organismes socio-culturels (deux fois la durée du service militaire).

Et Jean Van Lierde de souligner que cette loi « marque vraiment un tournant décisif pour tous les pacifistes et les organisations antimilitaristes. Il est même probable qu'elle engendrera la concrétisation d'un vieux projet visant à la formation régulière à la résistance civile non violente de tous les objecteurs en service, et des autres ! ».
De juin 1964 à décembre 1993, 31 010 Belges - toutes catégories confondues - se sont fait reconnaître objecteurs de conscience, en vertu du statut que les pionniers comme Jean Van Lierde avaient finalement arraché. En 1984, 70 % des objecteurs effectuaient leur service dans le secteur socioculturel, 25 % dans le secteur des soins de santé et 5 % pour la Protection civile. Le statut va connaître une période de régression à partir de 1985, suivie d'une normalisation dès 1989, après l'arrivée aux affaires d'une nouvelle équipe gouvernementale. Toujours handicapés par leurs conditions précaires, les objecteurs accomplissent leur service civil dans les organismes qui comptent sur eux toujours davantage. Ils sont intégrés dans la société.
L'attitude constante des gouvernements successifs a consisté à contenir leur nombre et leur influence dans des limites telles que le contingent de l'armée ne se trouvât pas menacé. L'instrument permanent de cette politique a été la durée déraisonnable du service civil.
Dès 1994, la Belgique n'a plus de conscription. La suspension du statut a mis en lumière que la qualité d'objecteur de conscience continuait à produire ses effets dans la vie de l'intéressé. L'aspect le plus connu est celui des interdictions professionnelles : devenu travailleur, l'objecteur avait le devoir, mais aussi le droit, de refuser des activités contraires à son engagement.

#### Danemark
Le Danemark crée un statut pour les objecteurs pendant la Première Guerre mondiale. En 1973, les objecteurs de conscience représentent près du cinquième des appelés.

#### Espagne

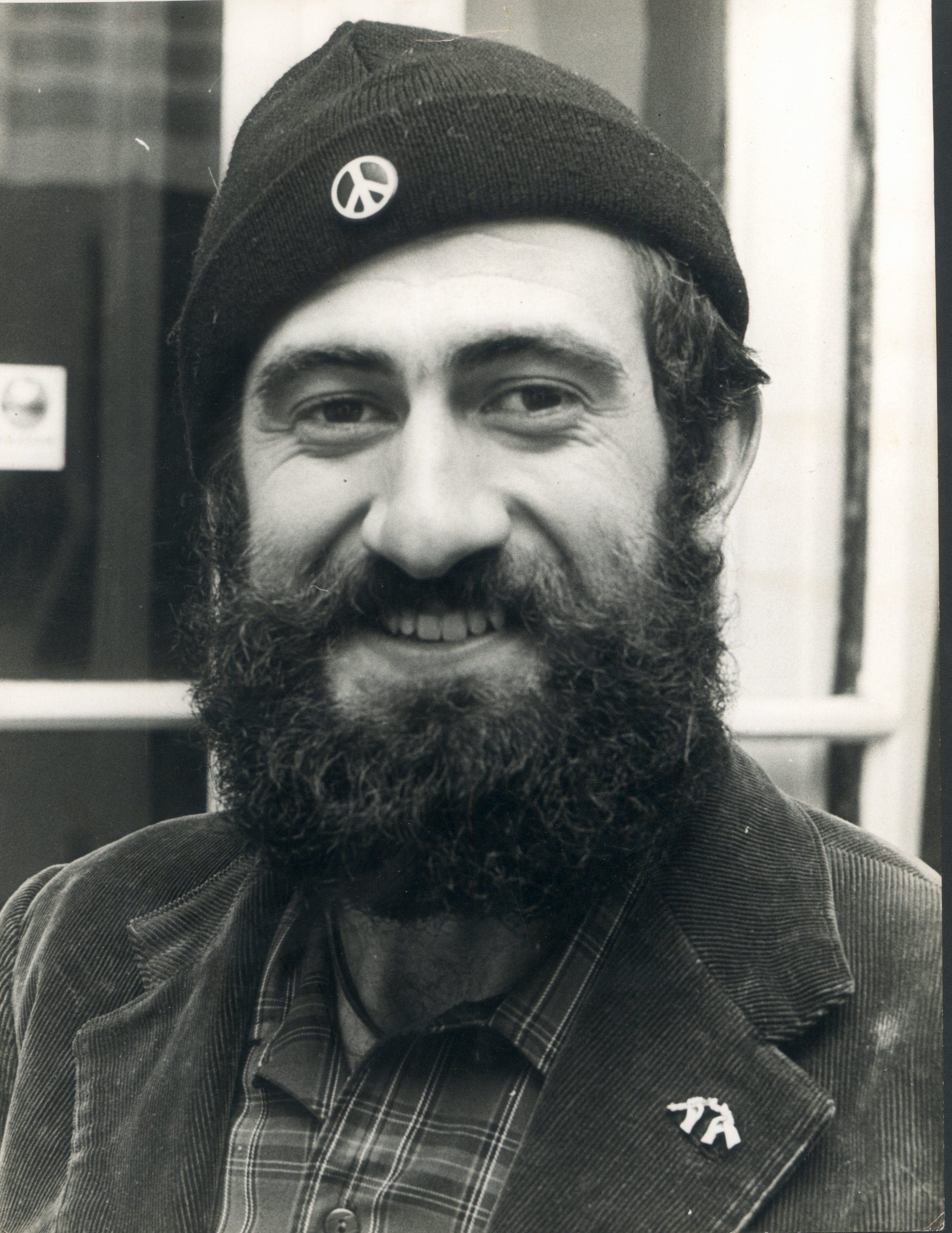
Pepe Beúnza à Utrecht (Pays-Bas) en 1970, pendant la préparation de la campagne de soutien à son insoumission comme objecteur de conscience.

Au début des années 1970, près de cent cinquante objecteurs de conscience Témoins de Jéhovah ou adventistes sont prisonniers en Espagne franquiste. En 1970, les Cortès rejettent un projet du Conseil des ministres pour un statut des objecteurs,.
José Beúnza, dit Pepe Beúnza (ca), catholique non-violent, est le premier Espagnol à mener une action pour obtenir le statut d’objecteur. Le 12 janvier 1971, il refuse son incorporation militaire. Il est incarcéré et condamné à treize mois de prison.
Le 21 février 1971, des Espagnols, femmes et hommes, commencent une marche de cinquante jours, de Genève à la frontière espagnole pour demander à être emprisonnés comme Pepe. Un groupe de Néerlandais, de Suisses et de Français les accompagne. Trente militants du Groupe d’action et de résistance à la militarisation (Garm) sont présents au passage de la frontière franco-suisse. Dans les villes étapes sont organisées des conférences de presse, des réunions publiques, des manifestations et aussi des rencontres avec les évêques d’Annecy, Chambéry, Grenoble et Lyon,. Le 11 avril, à Bourg-Madame, une manifestation non-violente accueille la marche à son arrivée à la frontière espagnole. Les sept marcheurs espagnols sont arrêtés à peine la frontière franchie. Les autres manifestants, deux cent cinquante d’une dizaine de nationalités, sont bloqués par les douaniers espagnols. Une centaine d’entre eux restent assis pendant cinq heures et demie sur le pont marquant la frontière. Ils sont finalement matraqués par la police franquiste, « férocement », selon Midi libre, et leurs guitares et sacs à dos lancés par-dessus les parapets,,. La solidarité internationale continue ensuite en Espagne où des porteurs de pancartes de plusieurs nationalités sont régulièrement arrêtés, en Europe et même à New York.
À partir de mai 1971, Jordi Aguilló Guerra et d’autres objecteurs chrétiens sont incarcérés.
Le 28 mai 1971, Joan Baez chante devant quinze mille spectateurs au Palais des sports de Lyon et lit publiquement une lettre de Pepe. Joan Baez offre au profit du Comité international d'aide aux objecteurs de conscience, organisation dont elle est une des fondatrices, les cachets intégraux de ses concerts à Lyon, à Châteauvallon (Var) et à la télévision française. L'émission en direct Télé-Dimanche est interrompue après sa première chanson pour l'empêcher de lire un message en faveur des objecteurs de conscience espagnols,.
Le 13 mai 1972, une vingtaine de militants et de militantes du Garm et du groupe de Romans Objection et résistance interviennent en gare de Valence (Drôme). Ils s'enchaînent à un train espagnol et devant lui. Ils réclament un statut pour les objecteurs espagnols et dénoncent l'accord de coopération militaire franco-espagnol et la collaboration en matière de répression politique. Le même jour, dans plusieurs pays européens, d’autres groupes bloquent des trains espagnols ou occupent des lieux symboliques,. Les manifestants de Valence sont condamnés à une amende,. Gonzalo Arias (es), qui a participé à la marche depuis Genève et a été arrêté à la frontière espagnole puis a été incarcéré pour mise en danger de la sûreté extérieure de l’État,, témoigne à la barre : « Les Espagnols sont très attentifs et très reconnaissants à ce qui se fait en dehors de leur pays. C'est grâce à cela que les idées font leur chemin, que les gens réfléchissent petit à petit. L'espoir pour nous Espagnols est de l'autre côté des Pyrénées. »
Un deuxième projet de statut est débattu en juillet 1971 par l’Assemblée législative puis retiré par le Gouvernement,.
Pepe bénéficie d’une amnistie mais doit repartir sous les drapeaux. Il refuse et commence de sa propre initiative un service civil autogéré. Il est à nouveau arrêté.
Après deux ans en prison au total, il subit quinze mois de bataillon disciplinaire au Sahara espagnol. Il en reste marqué psychologiquement.
« La peur, le sentiment d’un danger m’accompagnent presque toujours. Une vie continuelle dans l’illégalité laisse de ces traumatismes. Autrefois, on me jugeait spontané et exubérant ; à présent on me trouve froid et autoritaire, et j’ai presque cent ans de plus. Je dois me reprendre. »
— Pepe Beúnza, « Lettre ouverte aux amis », 15 janvier 1977, cité in Objection, no 66, 25 mai 1977
À la mort de Francisco Franco, la démocratie renaît en Espagne. En 1977, un statut permet aux objecteurs d'effectuer trois ans de service civil au lieu de deux ans de service militaire. Certains objecteurs, la plupart témoins de Jéhovah, ont passé vingt ans en prison.
Le statut est libéralisé en 1984. Les objecteurs sont de plus en plus nombreux. Ils passent de 28 000 en 1991 à plus de 76 000 en 1994 et frôlent la moitié des appelés. Le statut ne satisfait pas les objecteurs et un important mouvement d’insoumission se développe.
En 2001, le parlement espagnol vote la suspension du service obligatoire et la suppression du délit d’insoumission. Tous les groupes politiques en profitent pour rendre hommage aux premiers objecteurs et insoumis dont Pepe.
Plus de mille objecteurs insoumis ont été incarcérés depuis 1989. Les quatre derniers sont libérés en mai 2002. L’Espagne est le pays d’Europe qui a compté la plus forte proportion d’objecteurs de conscience parmi les appelés, suivie de l’Allemagne et de l’Italie. 1998 a été l'année record avec près de 166 000 objecteurs. En octobre 2003, à trois mois de la suspension du service militaire, El Mundo fait état de 25 000 insoumis déclarés et de 1,5 million d’objecteurs de conscience depuis 1989.

#### France

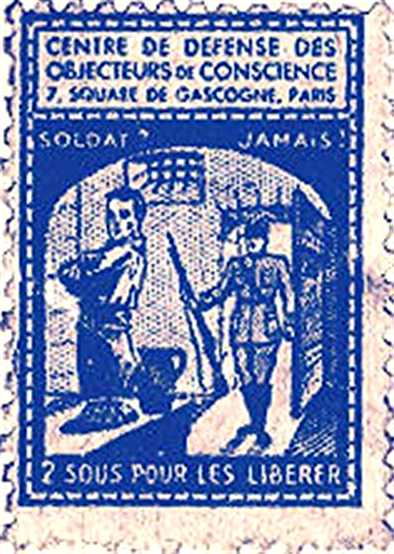
Timbre édité par le Centre de défense des objecteurs de conscience de Gérard Leretour, 1936?.

Dans un rapport adressé au Congrès antimilitariste d'Amsterdam où l'Association Internationale Antimilitariste (AIA) est fondée, E. Armand soutient le refus, non légitimé par l’État, du service militaire :

« Il importe essentiellement de conserver à ce mouvement sublime sa signification précise : Protestation virulente, acte de révolte raisonnée contre le militarisme soutien de l'État oppresseur, appui du capitalisme exploiteur, abri de l'Église intolérante et rétrograde. »

— E. Armand, Le Refus de Service Militaire et sa véritable signification, Rapport présenté au Congrès antimilitariste international d’Amsterdam (Juin 1904), Édition de l'Ère nouvelle, Paris, 8 p., p. 3.
En 1925, il précise :

« Un abîme sépare notre conception anarchiste du refus du service militaire de l'idée bourgeoise de faire légitimer par l’État, en temps de guerre comme en temps de paix, le refus de porter les armes, de « servir » pour l'individu à qui ses options philosophiques, morales ou religieuses interdisent un tel acte. »

— Cité par Anarchisme et non-violence, n° 8, avril 1967, p. 28
Le 1er mai 1933, L’Écho de Paris publie une circulaire confidentielle du ministre de l'Intérieur adressée aux préfets pour qu'ils luttent contre la « dangereuse propagande » en faveur des objecteurs de conscience qui serait le fait de certains milieux libertaires, pacifistes ou religieux, de fonctionnaires et de journaux. Léon Blum qualifie cette circulaire de scélérate car elle vise « ceux qui encouragent les objecteurs par leur propagande, par le témoignage de leur sympathie, par l'expression de leur compassion » face à un châtiment pour un acte aux mobiles nobles.
Gérard Leretour, libéré après deux emprisonnements pour insoumission, et Eugène Lagomassini dit Lagot, condamné pour renvoi de son livret de mobilisation au Ministre de la guerre, créent, en juillet 1933, la Ligue des objecteurs de conscience qui deviendra la section française de l'Internationale des résistants à la guerre. Pour soutenir les réfractaires emprisonnés, la ligue organise efficacement une vaste campagne de renvois de fascicules de mobilisation. Un cas attire particulièrement l'attention : la Légion d'honneur est retirée à un professeur, trois fois blessé pendant la guerre, qui a renvoyé ses papiers à deux reprises. Le gouvernement dissout la ligue.
Le 6 août 1933, le Congrès national des instituteurs « rend hommage aux convictions pacifistes et au courage des objecteurs de conscience et de tous les résistants fermement décidés à refuser individuellement leur concours à la tuerie collective ; se félicite de voir un nombre toujours plus élevé d'élèves maîtres refuser de participer à la préparation militaire supérieure et recommande à chacun de ses membres de manifester ouvertement et dès maintenant par un geste à sa portée son hostilité à la guerre ».
Dès 1948, l'Église Réformée de France, dont plusieurs pasteurs se sont déjà illustrés comme pacifistes et/ou objecteurs de conscience (notamment Philippe (dit Philo) Vernier, Henri Roser, André Trocmé, Édouard Theis ou Jacques Martin), a affirmé la légitimité de l'objection de conscience, et réclamé un statut légal pour les objecteurs. Les autorités de l'Église catholique font de même en 1965, deux ans après la publication du statut d'objecteur de conscience dans la loi française.
En 1960, pendant la Guerre d'Algérie, la Fédération protestante de France qualifie de « légitime » et soutient dans le Journal de Genève le refus des combattants de participer à la torture. À ceux qui refusent le départ pour cette guerre, elle dit que l'objection de conscience paraît le moyen de rendre un témoignage clair : « Nous ne nous lasserons pas de demander pour l'objection de conscience un statut légal ».
Alors que des conscrits s'interrogent sur leur participation à la guerre d'Algérie, Jean-Jacques Servan-Schreiber, dont le magazine L'Express est régulièrement censuré, écrit : « Certains problèmes de conscience qui se posent aux jeunes ne font plus partie de ce que la presse dite libre dans notre république peut aborder, discuter, éclaircir. »
Le refus de la conscription (obligatoire jusqu’en 2001) est arraché en décembre 1963 par l'anarchiste Louis Lecoin à Charles de Gaulle, alors président de la République française, au terme d’une lutte commencée en 1958. Le 1er juin 1962, Louis Lecoin entame une grève de la faim à l'âge de 74 ans. Il est notamment soutenu par Le Canard enchaîné où Henri Jeanson interpella les intellectuels par un retentissant « Holà ! Les Grandes Gueules ! Laisserez-vous mourir Louis Lecoin ? »,. Le 15 juin il est admis de force à l’hôpital. Le soir même, 28 objecteurs sont libérés. Le 22 juin, le Premier Ministre Georges Pompidou lui transmet la promesse qu'un projet de loi va être soumis au Parlement. Lecoin quitte l’hôpital le 5 juillet.

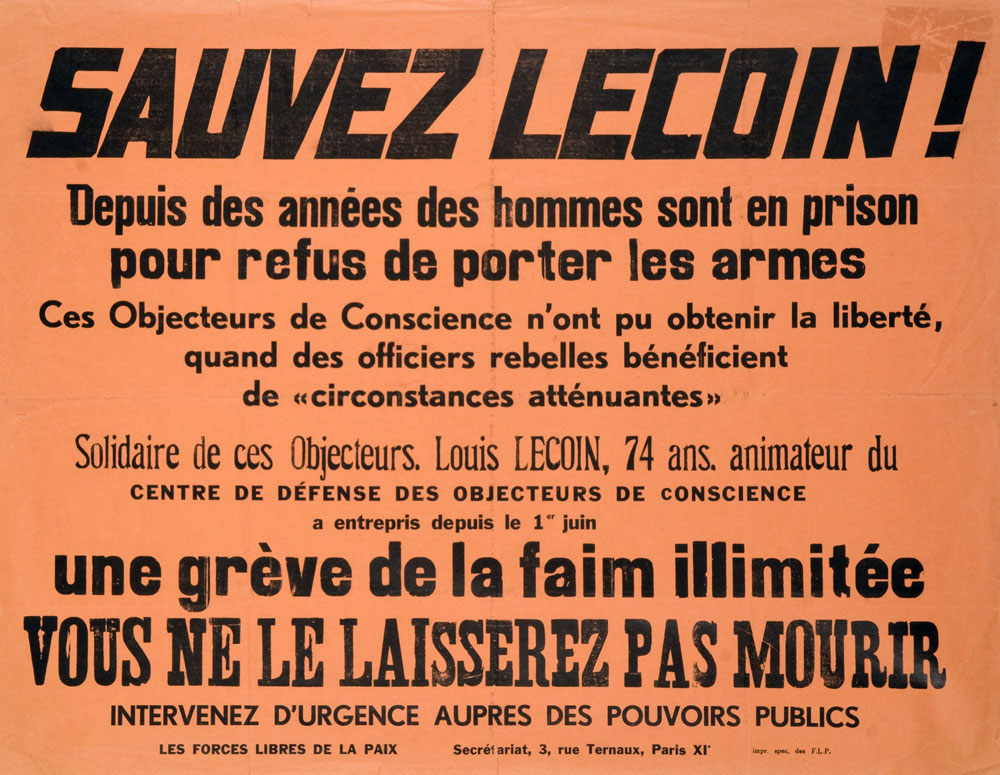
Statut pour les objecteurs de conscience juin 1962.

Il faut néanmoins une nouvelle mobilisation en février et mars 1963, dont une pétition de personnalités, pour que le projet soit effectivement étudié durant l’été 1963. Lecoin menace de reprendre sa grève de la faim et le statut, amendé, est adopté le 22 décembre 1963 à l’Assemblée nationale et le statut promulgué le lendemain. Tous les objecteurs de conscience sont libérés. Le droit à l'objection de conscience n'est cependant reconnu qu'à des conditions très restreintes.
Le statut est modifié en 1971 dans le code du service national. Une Commission juridictionnelle, dont trois membres sur sept étaient officiers, statuait arbitrairement,, sur la demande, à huis clos et en l’absence de l’intéressé.
L'État désirant dissuader le choix de l'objection de conscience, la durée du service national civil actif des objecteurs de conscience a toujours été deux fois plus longue que celle du service national militaire, quelles que soient les modifications successives de la durée de ce dernier, et ce depuis le premier statut (loi no 63-1255 du 21 décembre 1963) des objecteurs de conscience : 32 mois et 16 mois, puis 24 mois et 12 mois, enfin 20 mois et 10 mois. Toutefois, dans les dernières années avant la disparition définitive de la conscription, une disposition permettait d'obtenir une permission libérable de 3 mois — sous forme de « congé sans solde » — permettant de façon quasi automatique à ceux qui en faisaient la demande de n'effectuer que 17 mois de service.
Une vingtaine d'objecteurs lancent l'Opération 20 ou OP20 pour demander le statut d'objecteurs dans les mêmes termes. Cette formule stéréotypée sera réutilisée par de nombreux postulants. Ceux dont les demandes sont refusées se retrouvent insoumis. Des personnalités bravent la loi qui réprime l'hébergement d'un assujetti recherché pour insoumission et le revendiquent. C'est le cas du cinéaste Yves Boisset, de Jean-Pierre Lanvin, de Mireille Debard, de Jean Lasserre, de Jeannette Colombel, de Théodore Monod et de Huguette Bouchardeau. Ils réclament l'arrêt des poursuites et le droit à l'objection pour tout motif et à tout moment,,.
En 1981, le président de la Commission juridictionnelle indique que le nombre de demandeurs du statut des objecteurs de conscience a doublé depuis 1972, passant de sept cent quatre-vingt-neuf à mille cinq cent sept.
En 1983, la loi Joxe assouplit considérablement les conditions d'obtention du statut d'objecteur de conscience. En effet, sous réserve d'envoyer une lettre type mentionnant que « pour des motifs de conscience » l'appelé « se déclare opposé à l'usage personnel des armes et demande donc à être admis au bénéfice des dispositions relatives à l'objection de conscience », l'obtention du statut devient automatique. On peut demander le statut d'objecteur après avoir accompli son service militaire et tant que l'on est mobilisable. L'objection devient dès lors une forme de service civil assez comparable aux autres formes de services non-militaires en dehors de sa durée, sa période d'incorporation (le 15 des mois impairs) et le fait que l'incorporation se fasse au sein de la Direction régionale des affaires sanitaires et sociales (DRASS). Les objecteurs peuvent alors chercher eux-mêmes une association agréée (et ainsi effectuer un service d'utilité publique en France ou à l'étranger) ou, à défaut, se voient désigner une affectation par la DRASS (généralement dans un service de l'État et attaché à des tâches plutôt ingrates mais rarement dangereuses ou délicates). Les objecteurs bénéficiaient cependant d'une assez grande liberté pour choisir leur activité et leur association, la liste des associations agréées étant vaste et variée. Toutefois, Amnesty International dénonce la longueur punitive du service civil, l'impossibilité pour les militaires de se déclarer objecteurs et les condamnations multiples de certains objecteurs.
En 1997, avant la suspension du service national, ces associations sont 4 000 et accueillent 60 % des 15 000 objecteurs.
Aujourd'hui, les lois françaises relatives à l'objection de conscience au service militaire sont suspendues en même temps que celles portant organisation du service national actif constituant désormais le Livre II du Code du service national (suivant la loi 97-1019 du 8 novembre 1997 et la suspension du service national actif en 2001). Elles permettaient d'effectuer le service national en dehors de l'armée. Néanmoins, des militants continuent régulièrement à demander le statut d'objecteur de conscience. Dans un même esprit, des femmes, n'ayant pourtant historiquement jamais été directement concernées par la conscription en France avant 1998 — année à partir de laquelle elles sont également recensées dès l'âge de 16 ans et un mois — demandaient à obtenir le statut d'objecteur, sans pouvoir l'obtenir d'un point de vue strictement légal (cas non prévu par la loi, d'un point de vue strictement formel).

##### Limitation de l'information sur l'existence de la loi, qualifiée de «propagande»
L'article 11 de la loi de 1963 interdisait toute « propagande » visant à faire connaître cette loi sous peine de graves sanctions pénales. En 1971, Michel Debré, ministre de la Défense, poursuit en justice le journal Fais pas le zouave qui a publié et commenté la loi. Toutefois il y eut peu de poursuites dans les faits, car, paradoxalement, ce genre d'action judiciaire engendrait des retombées médiatiques peu propices à la discrétion souhaitée par le législateur,. C'est au nom de cet article que, le 27 février 1979, le tribunal de Nancy dissout la Fédération des objecteurs pourtant moins radicale que d'autres organisations, comme les Comités de lutte des objecteurs ou le Groupe d'action et de résistance à la militarisation, et se voulant plus conciliante avec les pouvoirs publics. Le 22 décembre 1977, une circulaire des PTT signale à ses services qu'un Comité de soutien aux objecteurs de conscience diffuse des enveloppes dont une face extérieure reproduit quatre articles de la loi relative à l'objection de conscience et qu'il faut les refuser et les renvoyer à l'expéditeur. Paradoxalement, un service public interdit donc la diffusion d'un texte de loi.
En décembre 1970, Radio Lyon, station locale de l'ORTF, enregistre l'émission Six jeunes autour d'un livre à propos de L’État de défense avec deux des auteurs, Dominique Arrivé et Bernard Vandewiele ainsi que quatre autres membres du Groupe d'action et de résistance à la militarisation. Maître Jean-Jacques de Felice apporte son commentaire. À la suite des informations fournies par les Renseignements généraux et des pressions du cabinet du préfet du Rhône et de l’état-major de Lyon, la direction nationale de l’ORTF empêche la diffusion programmée de l'émission au prétexte que la propagande pour l'objection est interdite.

##### Droits à l'emploi, l'ancienneté et à la retraite
L'article 12 quant à lui prévoyait l'intervention d'un décret pour interdire l'accès des objecteurs à certains emplois ; ce décret n'est jamais paru.
La loi no 71-424 du 10 juin 1971, créant le Code du service national, prévoyait que la durée de leur service national ne serait pas prise en compte dans l'ancienneté de la fonction publique, pour leur avancement, et pour leur retraite. Cette discrimination spécifique perdure puisque la loi no 83-605 du 8 juillet 1983, modifiant le Code du service national et relative notamment au nouveau statut des objecteurs de conscience, ne l'a supprimée que pour les seuls fonctionnaires ayant accompli leur service national à compter du 10 juillet 1983 (absence de rétroactivité). Cette discrimination envers les fonctionnaires a toutefois été corrigée par le Conseil d’État dans sa décision no 278041 du 10 mai 2006 (rendue en cassation).
Cette discrimination n'existe plus dans le secteur privé où la durée du service national des objecteurs de conscience, quelle que soit sa date d'accomplissement, est prise en compte dans l'ancienneté et la retraite du régime général des salariés pour toutes les retraites liquidées à partir du 1er janvier 2002. Pour les carrières longues, la cour de cassation a jugé en septembre 2018 que la différence de traitement introduite par le Code de la Sécurité sociale ne reposait sur aucun élément objectif et raisonnable et était incompatible avec l’interdiction des discriminations prévue par la Convention européenne des droits de l’Homme.
Pour la fonction publique, le Conseil constitutionnel a abrogé le 13 octobre 2011 (décision no 2011-181 QPC) cette discrimination de la loi du 10 juin 1971 qui durait depuis quarante ans,.

##### Journée internationale
Les associations de défense de l'objection de conscience ont adopté le jour du 15 mai comme journée internationale en faveur de cette cause, depuis 1986.

#### Italie
En décembre 1972, le parlement approuve la loi reconnaissant l'objection de conscience. Près de cent septante pacifistes se trouvent dans des prisons militaires à ce moment. La loi 230 du 8 juillet 1998 fixe les nouvelles dispositions en matière d'objection de conscience qui permettent d'exercer « le droit à la liberté de pensée, de conscience et de religion » en effectuant un service civil « différent par nature et autonome du service militaire ». Les services militaire pour dix mois et civil pour douze mois devaient être suspendus en 2007 par une loi votée le 14 novembre 2000. Ils l'ont été par anticipation en 2005.
La Ligue des objecteurs de conscience, (it)Lega Obiettori di Coscienza, est l’association des objecteurs de conscience au service militaire et de ceux qui se reconnaissent dans les valeurs de la paix, de la non-violence et qui entendent contribuer à la suppression du modèle et de l’organisation militaires. Elle promeut l'objection fiscale aux dépenses militaires.

#### Lettonie
Après l'Invasion de l'Ukraine par la Russie depuis 2022, le pays, craignant une attaque russe, décide en juillet 2022 de rétablir, à partir de janvier 2023, le service militaire d’un an pour les jeunes de 18 à 27 ans. Le projet prévoit un service civique pour les objecteurs de conscience ou l’engagement dans la garde nationale, une organisation paramilitaire. Le nombre de personnes formées au maniement des armes devrait passer de 20 à 50 000 soldats en cinq ans.

#### Norvège
En 1913, deux antimilitaristes, déjà condamnés à trois mois de prison pour refus de porter les armes, le sont à nouveau, l'un à six mois et l'autre à un an.
Un statut existe pour les objecteurs depuis 1922. Depuis 2012, il n'y a plus de service alternatif. Les objecteurs sont susceptibles d'être affectés, en cas de crise, à la Protection civile. Le nombre des objecteurs est passé de 166 en 2017 à 267 en 2019.

#### Pays-Bas
Les premières exemptions du service militaire sont accordées en 1549 et 1580.

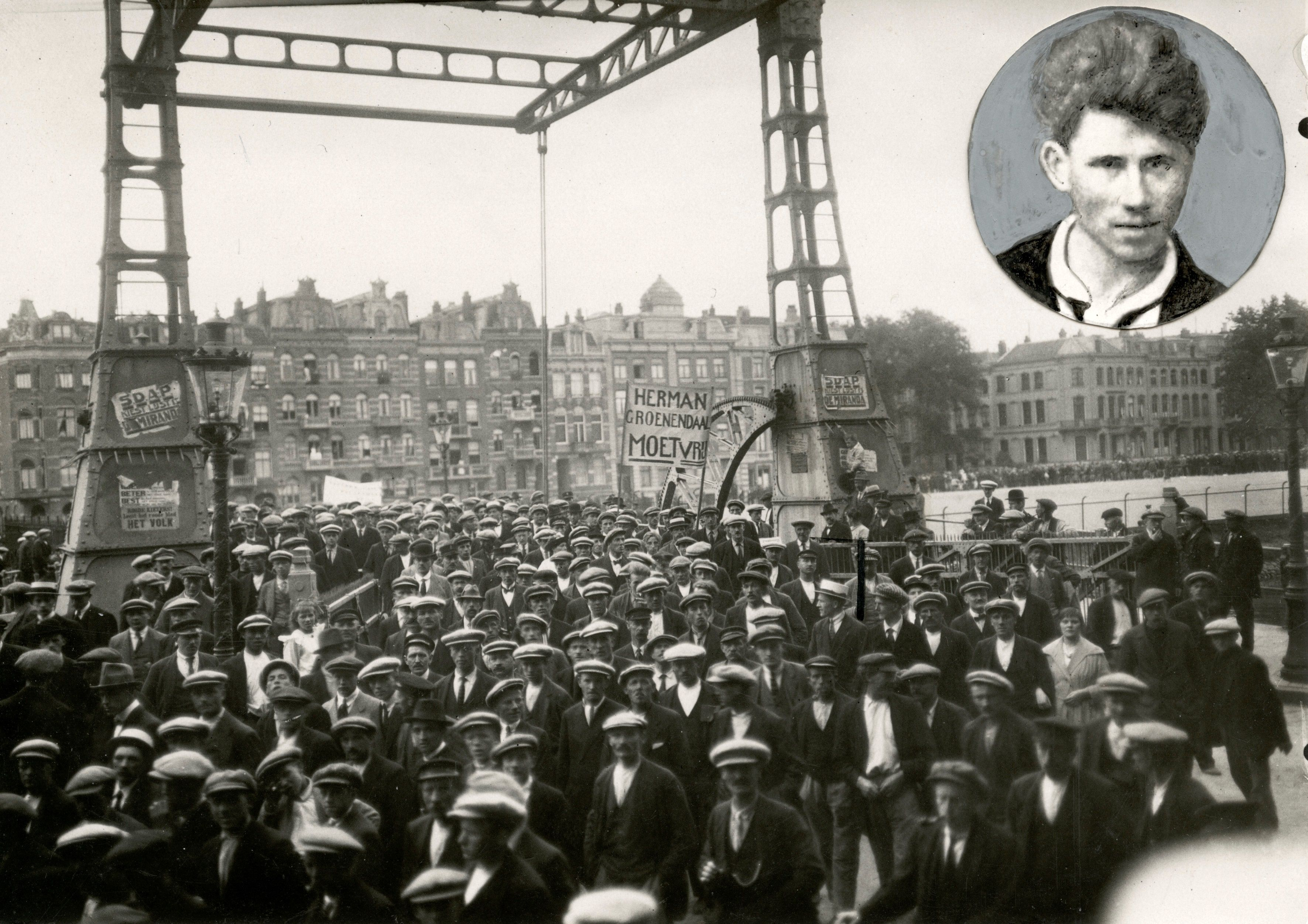
Manifestation antimilitariste à Amsterdam, en 1921, en soutien à Herman Groenendaal, objecteur de conscience emprisonné et gréviste de la faim (source : Het Leven).

Le droit à l'objection de conscience est inscrit dans la Constitution. Le passage à une armée de métier, voté par le Parlement en 1993, est effectif depuis août 1996, date à laquelle la conscription a été supprimée.

#### Portugal
Le droit à l'objection de conscience est inscrit dans la Constitution. Il oblige à l'accomplissement d'un service sans armes, de même durée que le service militaire.

#### Royaume-Uni
L'organisation No-Conscription Fellowship opposée à la conscription et partisane de l'objection de conscience est fondée, sans distinction d'opinions, religieuses, éthiques ou politiques, le 27 novembre 1914. Plusieurs de ses membres sont emprisonnés. Parmi eux, Bertrand Russell perd aussi son poste de professeur à l'université de Cambridge. En 1916, l'organisation compte environ 20 000 membres et publie l'hebdomadaire The Tribunal à 100 000 exemplaires. La Société des Amis (Quakers) et la Fellowship of Reconciliation (Chrétiens) soutiennent aussi les réfractaires.
Le Royaume-Uni impose le service militaire (sauf aux Irlandais) pour la première fois en janvier 1916, contre l'avis du Parti travailliste indépendant (Independent Labour Party), en particulier de Keir Hardie. L'opposition à cette mesure est telle qu'un statut est reconnu aux objecteurs. Seize mille d'entre eux en bénéficient en deux ans mais 6 264 réfractaires ne sont pas reconnus et travaillent hors de prison sous régime pénal ou sont emprisonnés. Parmi les 1 500 incarcérés, 10 meurent en prison, 31 perdent la raison et beaucoup souffrent des séquelles des conditions d'emprisonnement. Plus de 1 100 objecteurs, la plupart Témoins de Jéhovah, séjournent à la prison de Dartmoor entre 1917 et 1920. Pour prévenir et pour punir la propagation des idées « dangereuses» des objecteurs de conscience, une nouvelle loi priva ces hommes du droit de vote pour cinq ans. Après leur libération entre la mi-avril et le mois de juillet 1919, les objecteurs de conscience furent empêchés de retrouver leur emploi dans la fonction publique ou d’y accéder.
Au début de la Seconde Guerre mondiale, les Témoins de Jéhovah obtiennent le statut d'objecteurs. Ce droit leur est ensuite retiré. 4 300 d'entre eux sont emprisonnés pour objection de conscience.
Chaque conscrite avait le choix entre le service militaire féminin (pas d'utilisation d'une « arme mortelle » sans son consentement écrit), la défense civile ou le travail dans l'industrie, souvent dans des usines d'armement. En 1945, on compte 59 192 hommes objecteurs de conscience et 1 000 femmes en Grande-Bretagne,. À la fin de la guerre, environ 5 000 hommes et 500 femmes avaient été inculpés d'infractions liées à l'objection de conscience. La plupart d'entre eux ont été envoyés en prison. Un millier d'autres personnes ou plus ont été traduites en cour martiale et condamnées à des peines de prison pour refus d'obéir aux ordres militaires.

#### Suède
La Suède, en 1902, est le premier pays à reconnaître le droit à l'objection de conscience pour motif religieux. En 1920, la Suède crée un service civil pour les objecteurs de conscience animés de mobiles humanitaires ou religieux,. Les « convictions personnelles » des objecteurs sont appréciées après entretien avec un psychologue et une commission désignée par le gouvernement. Ils effectuent un service non armé d'une durée proche de celle du service militaire.

#### Suisse

##### Contexte historique
En Suisse, l'obligation générale de servir apparaît avec la première constitution de la République helvétique en 1798. Dès le début du XIVe, à la fin du XVIIIe et au début du XIXe siècles, les mennonites et les anabaptistes refusent d'accomplir un service armé. Les cantons adoptent diverses attitudes. Parfois ces objecteurs religieux peuvent fournir un remplaçant, ou servir dans les services sanitaires ou du train, ou encore comme aumônier. Certains sont condamnés à des corvées, à l'amende, à des peines disciplinaires, à la réclusion ou au bannissement. L'exclusion du territoire est la règle dans plusieurs cantons qui ne reconnaissent pas ces sectes.

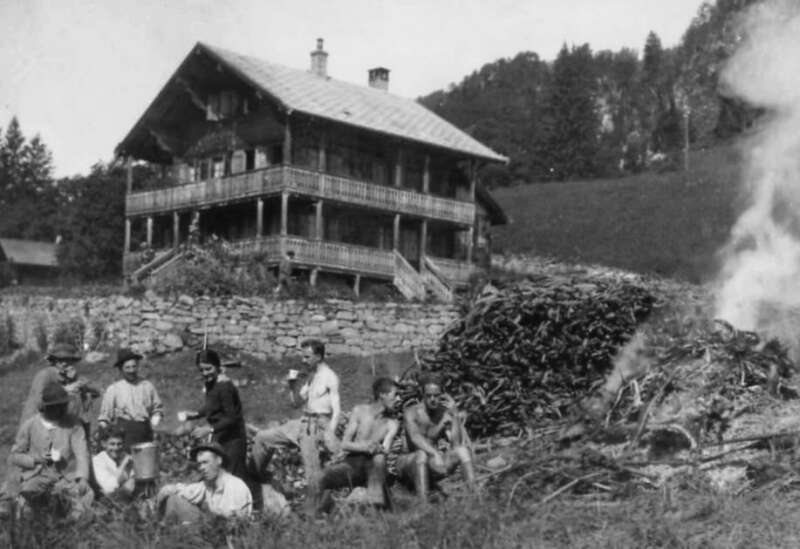
Des objecteurs de conscience du Service civil international lors d'un chantier aux Ormonts, à la suite d'une avalanche en 1924.

Le service militaire dans l'armée suisse est constitué d'une formation de base (« école de recrues », 4 mois) suivie de rappels de trois ou quatre semaines chaque année (« cours de répétition »), puis d'inspections et de « tirs obligatoires ». Les hommes qui n'effectuent pas ces périodes de service militaire sont astreints au payement d'une « taxe militaire » (un impôt sur le revenu). L'obtention d'un statut de service civil en Suisse est venue à la suite de plusieurs campagnes. Une pétition, rejetée par le Conseil fédéral, lance en 1903 le débat politique sur le sujet. En 1916, Jules Humbert-Droz, pasteur, socialiste de gauche et tolstoïen est condamné à la prison.
Des groupes de pression ont fait des pétitions et des initiatives populaires (référendum proposant une modification de la Constitution fédérale) : initiative populaire « pour la création d'un service civil » refusée en 1977, initiative populaire « pour un authentique service civil basé sur la preuve par l'acte » refusée en 1984, l'initiative populaire « Service civil en faveur de la communauté » lancée en 1992 n'a pas abouti.
En 1903, l'antimilitariste socialiste Charles Naine objecte après avoir fait son école de recrues et trois cours de répétitions. Il se fonde sur l'enseignement chrétien, mais donne une dimension politique à son acte : le texte de sa plaidoirie est diffusé à 20 000 exemplaires. Il y déclare que « le prolétariat conscient ne saurait admettre ni un homme, ni un fusil, ni un sou pour l'armée », l'unique guerre à mener étant la guerre sociale, infiniment plus pacifique que celle entre nations. À la suite de la condamnation de Naine, le pasteur Paul Pettavel adresse une première pétition aux autorités fédérales, demandant l'instauration d'alternatives pour les objecteurs au service ou à la taxe militaires. En 1915, le Vaudois John Baudraz est condamné à plusieurs mois de prison et perd sa situation (maître d'école) pour avoir refusé d'accomplir ses devoirs militaires en raison de son idéal chrétien. Pierre Ceresole, lui-même à la recherche d'une cohérence entre ses convictions et ses actes, est impressionné par l'objection de Baudraz ; il refuse en 1917 de payer la taxe militaire et est condamné à la prison. Pierre Ceresole fonde en 1920 le Service civil international comme alternative volontaire au service armé. Plusieurs objecteurs de conscience sont condamnés en 1932.

##### Après la Seconde Guerre mondiale
En 1970, quatre-cents soldats du régiment jurassien signent une pétition pour le droit à l'objection de conscience et pour dénoncer « les scandaleuses livraisons d'armes de guerre par des fabriques suisses, indignes de la vocation humanitaire du peuple suisse ».
En 1972, trente-deux prêtres et pasteurs de Suisse romande annoncent leur décision de refuser désormais toute participation à la défense nationale helvétique sous quelque forme que ce soit et « expriment leur solidarité avec les objecteurs, victimes de l'arbitraire des tribunaux militaires ». En deux mois, quarante-trois ecclésiastiques les approuvent.
La loi suisse distingue les objecteurs de conscience, les réfractaires et les déserteurs (ces derniers uniquement en temps de guerre). Ceux qui peuvent démontrer devant le tribunal militaire leur « grave conflit de conscience » sont reconnus comme objecteurs de conscience et ont une peine limitée à 6 mois de prison, pour les réfractaires la peine maximale est de 3 ans. Dans les années 1960 à 1990, ce sont chaque année plusieurs centaines d'objecteurs qui sont condamnés à des peines de prison, d'une durée de 3 à 18 mois en général pour ceux qui refusent déjà lors de l'école de recrues. Certains refusent, comme Charles Naine, après avoir effectué plusieurs périodes de service militaire, leur peine est alors réduite. L'exclusion de l'armée n'est pas automatique, elle est prononcée par le tribunal comme faisant partie de la peine. Si l'objecteur ne montre pas sa détermination, il risque d'être condamné à une peine avec sursis et sans exclusion de l'armée.
Entre 1970 et 1983, le nombre de condamnations pour refus de servir sont passées de 75 à 745. L'initiative populaire fédérale « pour un authentique service civil basé sur la preuve par l'acte », lancée en 1977, est rejetée par le peuple en 1984 par 64 % des votants. En 1978, René B. est au centre d'une campagne de refus de la prison (« objection totale »).
En 1992, « l’arrêté fédéral sur l'introduction d'un service civil pour les objecteurs de conscience » est accepté en votation populaire (82 % de oui). La loi d'application entre en vigueur en 1996. De 2000 à 2017, le nombre d'objecteurs en service civil passe de 2000 à 6800, y compris des soldats après leur école de recrues et des officiers.
En septembre 2019, le Conseil des États adopte une série de mesures pour durcir l'accès au service civil et le Conseil national refuse de réhabiliter les objecteurs condamnés avant l'introduction du service civil, au nombre de 12 000,.

#### Ukraine
La conscription est rétablie en 2015. Le service militaire est de 18 mois. Seuls les objecteurs fidèles d'une des dix religions énumérées dans un décret gouvernemental sont reconnus. La religion orthodoxe, majoritaire dans le pays, est exclue de la liste. En juillet 2013, le Comité des droits de l'homme des Nations unies souligne que le droit à l'objection doit être ouvert à toutes les convictions, religieuses ou non. Le 16 janvier 2023, la cour d’appel d’Ivano-Frankivsk a rejeté l’appel de Christian Vitaly Alekseenko contre sa condamnation à un de prison pour avoir refusé, pour des motifs religieux de conscience, de se soumettre à l’appel dans l’armée.

#### Yougoslavie (Situation entre 1991 et 1998)
Lorsque la guerre a éclaté en Yougoslavie en 1991, des milliers d'hommes originaires de Serbie et du Monténégro (incluant des Albanais originaires du Kosovo) ont fui le pays pour ne pas être enrôlés. « En 1996, Amnesty International avait appris que sept témoins de Jéhovah, qui avaient refusé de faire leur service militaire pour des raisons de conscience, avaient été condamnés à des peines d'emprisonnement ou purgeaient leur peine ». La loi de 1994 relative à l'armée de Yougoslavie imposait à ceux qui avaient obtenu le statut d'objecteur de conscience d'effectuer un service de remplacement de vingt-quatre mois, soit deux fois la durée d'un service militaire, ce qu'Amnesty International jugeait être une mesure inadmissible, essentiellement punitive.

### Russie
Des mennonites, qui avaient émigré en 1783 de l’ouest de la Prusse à cause de persécutions, formaient en Russie en 1870 une population d’environ 40 000 personnes dont l'objection de conscience était reconnue, et qui était exemptée du service militaire par un décret spécial de l’empereur (ils travaillaient comme forestiers en remplacement du service militaire) ; lorsque ce privilège fut aboli, ils n’eurent d’alternative que la conscription ou l’émigration, les privilèges de l’émigration se limitant à la période de 1871 à 1880 ; des milliers d'entre eux ont émigré en 1873 dans le Kansas et le Minnesota aux États-Unis, suivis d'environ 7 000 autres de leurs coreligionnaires ukrainiens, qui se sont installés en Alberta entre 1874 et 1880,.
Les doukhobors ont été également persécutés en Russie pour leur refus du service militaire. Après avoir pris connaissance de leur situation, Léon Tolstoï et les quakers anglais ont organisé une émigration de doukhobors au Canada, qui a eu lieu vers 1899-1902.
Selon un rapport de mai 1917 du ministère des Religions, il y a eu 837 objecteurs de 1914 à 1916. Paul Birukoff, ancien secrétaire de Léon Tolstoï, rapporte le procès et l’acquittement, pendant la guerre, de dix-sept objecteurs. Le lieutenant-général, président du tribunal, communiqua par la presse que la défense des accusés l'avait converti au pacifisme de Tolstoï.
Le gouvernement provisoire d'Alexandre Kerenski remet en liberté les objecteurs emprisonnés et prépare un décret de service alternatif inabouti du fait de la révolution bolchevique. Cette dernière renvoie à l'armée les objecteurs qui, selon les districts, sont dispensés de tout service, astreints à un service alternatif, emprisonnés ou fusillés comme contre-révolutionnaires. Selon Birukoff, Lénine déclarait que le gouvernement soviétique était antimilitariste et ne pouvait donc persécuter les objecteurs.
En janvier 1919, un décret accorde aux objecteurs religieux la possibilité d'effectuer un service alternatif dans les hôpitaux militaires. Néanmoins, des objecteurs continuent à être réprimés, y compris par la peine de mort. En 1921, les cas d'objection augmentent au-delà de 30 000, parfois par villages entiers. La sincérité des objecteurs intellectuels est niée, le gouvernement n'admettant pas qu'un homme cultivé soit religieux.
La constitution de 1993 reconnaît le droit à l'objection de conscience mais la loi organisant le service alternatif n'a été votée qu'en 2002, et mise en vigueur en 2004. Entre-temps, les objecteurs comparaissent dans des procès aux verdicts divers.
Pendant l'invasion de l'Ukraine par la Russie en 2022, le canal Telegram Appel à la conscience, géré par un groupe de juristes et de défenseurs des droits de l’Homme, sensibilise les jeunes Russes au droit à l’objection de conscience, garanti par la Constitution.
« Nous mettons en commun les ressources de nombreux cabinets et organisations, sans exposer nos noms au grand jour. Nous n’hésitons pas à utiliser le mot guerre pour parler de ce conflit, nous prenons de gros risques », confie un célèbre défenseur russe des droits de l’Homme qui a participé à l’organisation de l’initiative. « Jusqu’à présent, environ 1 000 recrues par an ont accédé au service civil, soit moins d’un pour cent des jeunes hommes qui sont incorporés chaque année. Depuis le début de la guerre, l’intérêt pour l’objection de conscience a explosé. Toutes organisations confondues, il devrait y avoir 10 000 cas cette année ». Conformément à la Constitution russe, un militaire de carrière, peut également résilier son contrat en raison de ses convictions. Auparavant, de tels cas étaient rares. « Cette année, il devrait y en avoir plusieurs centaines », affirme le juriste. « L’armée fait pression sur ces soldats, les diffame auprès de leurs parents et amis, mais finit par les laisser partir – pour le moment ».

### Afrique

#### Afrique du Sud
Pendant l'apartheid, seuls les blancs sont soumis au service militaire. Le statut des objecteurs de conscience n'est ouvert qu'aux adeptes de certaines religions.
L’Assemblée générale des Nations unies a implicitement reconnu un type d’objection sélective dans sa résolution 33/165 du 20 décembre 1978, dans laquelle elle a demandé aux « États membres d’accorder l’asile ou le droit de transit vers un autre État […] aux personnes contraintes de quitter leur pays d’origine parce qu’elles refusent, par objection de conscience, de contribuer à l’application de l’apartheid en servant dans des forces militaire ou policières ».
En 1978, il y a des milliers d'objecteurs ainsi que des réfractaires qui se cachent ou fuient à l'étranger. Un groupe de soutien aux objecteurs de conscience (Conscientious Objector Support Group (en)) est créé. Des réfugiés en Grande-Bretagne constituent un Comité de résistance à la guerre sud africaine (Committee on South African War Resistance (COSAWR)). Les femmes occupent une place importante dans ces mouvements. C'est notamment le cas de Nan Cross (en).

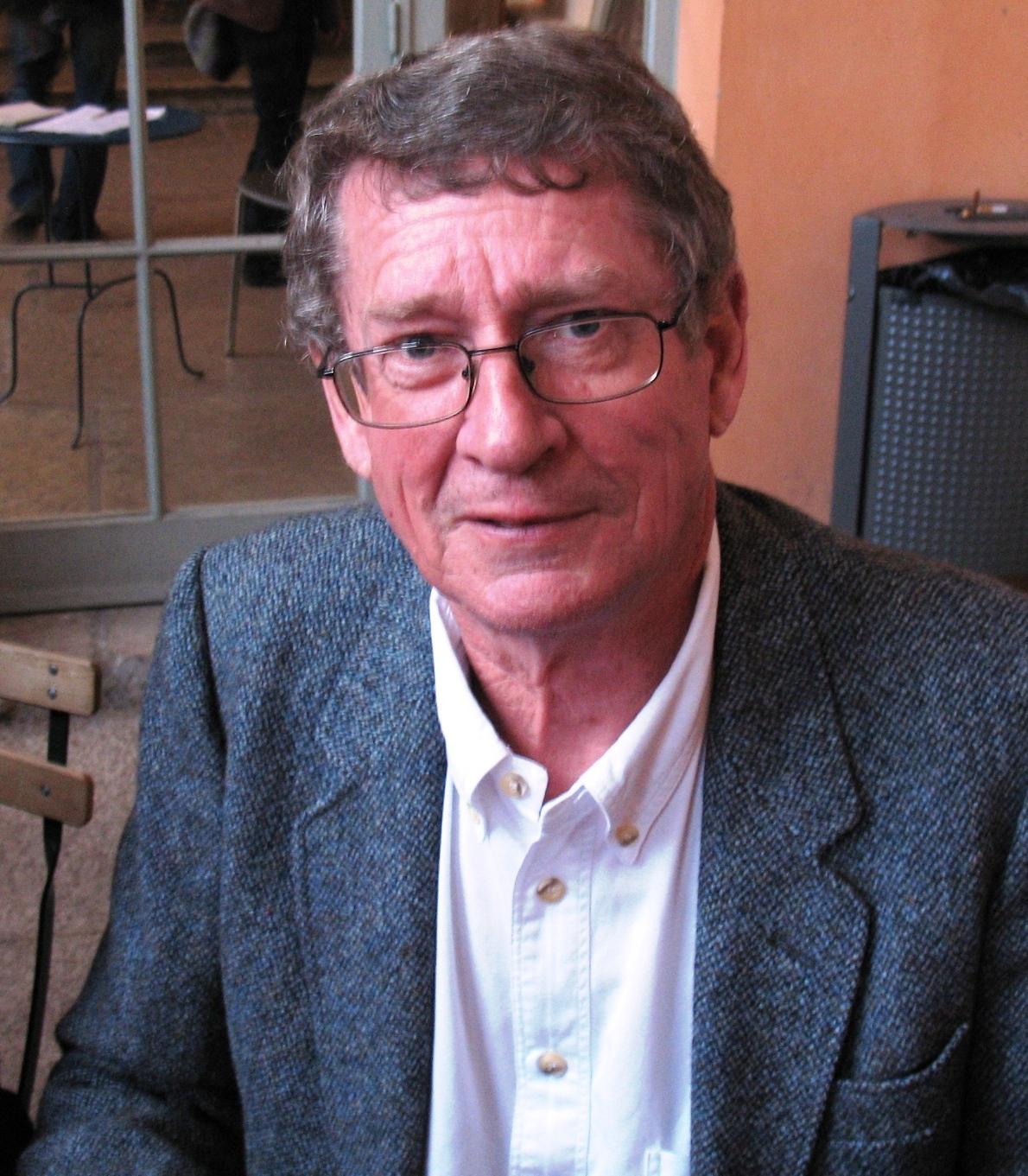
André Brink.

La Campagne pour la fin de la conscription (End Conscription Campaign), lancée en 1983, organise, en juin 1985, à Johannesbourg, un Festival de la paix avec le soutien des principales Églises du pays, notamment l'Église catholique et le conseil des Églises d'Afrique du Sud. L'écrivain André Brink refuse d'obéir à un amendement à la loi de Défense qui permet de rappeler sous les drapeaux les hommes jusqu'à l'âge de cinquante-cinq ans.

« J'ai informé les autorités militaires que je refuserais de subir tout entraînement ou de servir dans l'armée à quelque poste que ce soit. Quelle que soit la peine encourue, je ne suis pas prêt à vivre et à mourir pour ce régime et ce système ; ils ne représentent pas l'Afrique du Sud que j'aime et que je respecte, et ils ne servent pas les idéaux et les valeurs auxquels je suis attaché en tant qu'écrivain et en tant qu'homme. »

— André Brink, traduit de l'anglais par Jean Guiloineau
En 1988, 143 blancs annoncent leur refus d'accomplir leurs obligations militaires dans l'armée d'apartheid. Certains d'entre eux sont condamnés à six ans de prison. Le gouvernement sud-africain interdit la Campagne pour la fin de la conscription (End Conscription Campaign).
La conscription est abolie à la fin de l'apartheid.

#### Érythrée
Alors que le service militaire, qui concerne tous les hommes et les femmes de 17 à 40 ans, dure au minimum dix-huit mois – il peut être indéfiniment prolongé depuis 2002 –, aucune disposition légale n’existe concernant les personnes qui refusent de porter les armes. Cette situation a entraîné la désertion et l’exil d’un grand nombre de citoyens (environ 3 000 par mois en 2013 selon le Haut-Commissariat aux réfugiés) ainsi que l’enfermement arbitraire d’un nombre indéterminé d’individus.
Le Conseil fédéral suisse a annoncé en octobre 2007 que les déserteurs et les objecteurs de conscience ne pourront plus obtenir automatiquement le statut de réfugié. Cette mesure visait surtout à restreindre le nombre de réfugiés érythréens.
En 2019, quelques dizaines d’objecteurs sont emprisonnés depuis une longue période, dont trois depuis vingt-cinq ans, sans avoir été poursuivis ni condamnés officiellement. Certains ont été torturés.

### Amérique

#### États-Unis
Article détaillé : Conscientious objection in the United States (en)

##### Guerre de Sécession
Lors de la conscription de 1863 aux États-Unis, durant la Guerre de Sécession, le shaker Frederik Evans (en) est allé rencontrer le président Abraham Lincoln pour plaider le pacifisme de sa communauté, faisant de celle-ci une des premières dont l’objection de conscience a été officiellement reconnue,.

##### Première Guerre mondiale
La Convention du Parti socialiste d'Amérique, réunie en urgence le 7 avril 1917, s’oppose à la guerre déclarée la veille par le gouvernement américain et à toute loi autorisant la conscription et la vente de bons de guerre. La résistance s’organise au sein du Conseil populaire américain pour la démocratie et la paix réunissant socialistes, pacifistes et syndicalistes.
La loi de 1917 sur la conscription exempte les objecteurs religieux.
30 000 personnes sont officiellement signalées comme cherchant à échapper à la conscription, loi signée par le président Wilson le 18 mai 1917. Des objecteurs de conscience se réfugient au Brésil ou à Cuba, par exemple, d’où ils ne peuvent être extradés.

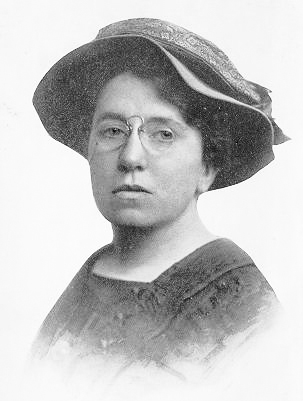
Emma Goldman.

Emma Goldman et Alexandre Berkman créent la No Conscription League (en) dont le manifeste affirme :

« La Ligue contre la conscription a été constituée dans le but d'encourager les objecteurs de conscience à affirmer leur liberté de conscience et à rendre effective leur objection au massacre humain en refusant de participer au meurtre de leurs semblables.
[…] Nous nous opposons à la conscription parce que nous sommes internationalistes, antimilitaristes et opposés à toutes les guerres menées par les gouvernements capitalistes.
[…] Nous pensons que la militarisation de l'Amérique est un mal qui l'emporte de loin, dans ses effets anti-sociaux et anti-libertaires, sur tout bien qui pourrait provenir de la participation de l'Amérique à la guerre.
Nous résisterons à la conscription par tous les moyens en notre pouvoir, et nous soutiendrons ceux qui, pour des raisons similaires, refusent d'être enrôlés. »

— Emma Goldman, No-Conscription League Manifesto, Records of the Department of War and Military Intelligence Division, Record Group 165, National Archives, 1917
Les deux anarchistes prennent la parole devant dix mille auditeurs. Ils sont inculpés de conspiration visant à inciter au refus de l’enrôlement. Au procès, ils plaident leur propre défense :

« Nous disons que si l'Amérique est entrée en guerre pour assurer la démocratie dans le monde, elle doit d'abord assurer la démocratie en Amérique. Sinon, comment le monde peut-il prendre l'Amérique au sérieux, alors que la démocratie au pays est quotidiennement outragée, la liberté d'expression supprimée, des assemblées pacifiques brisées par des gangsters autoritaires et brutaux en uniforme ; quand la presse libre est restreinte et chaque opinion indépendante bâillonnée ? En vérité, pauvres que nous sommes en démocratie, comment pouvons-nous en donner au monde ? »

— Trial and Speeches of Alexander Berkman and Emma Goldman in the United States District Court, in the City of New York, July 1917, Mother Earth Publishing Association, New York, 1917.
Après deux ans de prison, le couple est déchu de sa nationalité américaine et, en décembre 1919, il fait partie des 249 déportés en Russie sur le bateau surnommé « L’Arche soviétique ».
Des Témoins de Jéhovah refusent toute forme de service et sont emprisonnés au Camp Upton à Long Island (État de New-York). D'autres servent comme non-combattants. Les principaux dirigeants sont arrêtés le 7 mai 1918 et condamnés à vingt ans de réclusion à la prison d'Atlanta pour « avoir provoqué illégalement, traitreusement et volontairement l'opposition au recrutement et à l'enrôlement dans le service des États-Unis quand ces derniers étaient en guerre. » À cause de leur attitude, des Témoins de Jéhovah sont molestés dans plusieurs villes.
En juillet 1918, le Civil liberties bureau américain recense 15 000 objecteurs sur 9 586 508 personnes de moins de trente-et-un ans soumises au service militaire. Les deux tiers de ceux-ci acceptent un service non-combattant. Six-cents réfractaires à tout service sont employés à des travaux agricoles.
Durant la Première Guerre mondiale, des objecteurs de conscience huttérites (Jacob Wipf, trois frères Hofer, et autres) ont été torturés et emprisonnés aux États-Unis pour avoir refusé d'obéir aux ordres militaires; ces évènements ont amené nombre d'entre eux à émigrer en 1918 dans les nouvelles provinces de l'Ouest du Canada, Manitoba et Alberta, où ils ont fondé une cinquantaine de colonies. Pendant cette guerre, 17 objecteurs sont condamnés à mort (puis graciés), 142 à l’emprisonnement à vie et d'autres à des peines d’emprisonnement moins lourdes.
L’objecteur anarchiste Philip Grosser qui a été incarcéré et torturéà la prison militaire d'Alcatraz écrit un pamphlet intitulé Uncle Sam's Devil's Island (L'Île du diable de l'Oncle Sam).

##### Seconde Guerre mondiale
Pendant la Seconde Guerre mondiale, il y a environ 100 000 objecteurs sur 34 millions d'enrôlés.
Desmond Doss a été le premier objecteur de conscience à recevoir la Medal of Honor pour son action lors de la Seconde Guerre mondiale.*

##### Guerre du Viêt Nam
La question de l'objection de conscience s'est posée de nouveau aux États-Unis de manière particulièrement aiguë lors de la guerre du Viêt Nam. Le philosophe Ronald Dworkin a pris la défense des objecteurs de conscience dans les colonnes de la New York Review of Books. À ceux qui invoquent l'argument qu'une société ne peut perdurer si elle tolère toutes les formes de désobéissance, il répond que rien ne prouve qu'une société va s'effondrer si elle tolère certaines formes de désobéissance.
En 1967, le pasteur Martin Luther King invite les jeunes Américains à se déclarer objecteurs de conscience. Peu après, le champion de boxe Mohamed Ali et Cleveland Sellers (en), un des trois leaders du Comité de coordination des étudiants non-violents (Student Non-Violent Coordinating Committee (en) (SNCC)), refusent d'effectuer le service militaire en dénonçant la discrimination dont les Noirs sont victimes. En 1971, la Cour suprême des États-Unis a décidé que le refus de servir en Indochine, et non en toute guerre, ne pouvait être assimilé à l'objection de conscience, même si les motifs de l'intéressé étaient d'ordre religieux.

##### Guerre du Golfe
L'armée américaine, depuis 1973, est une armée basée sur le volontariat, mais, d'après la loi fédérale, tous les jeunes gens ayant dix-huit ans révolus doivent se faire recenser dans les trente jours auprès des autorités militaires. Pendant la Guerre du Golfe, des centaines de soldats, dont une très forte proportion de Noirs, notamment des réservistes s'efforcent d'obtenir le statut d'objecteur de conscience. Ils sont soutenus par des organisations pacifistes. Le taux d'acceptation est de 75 % mais les motifs politiques sont généralement refusés.

#### Canada

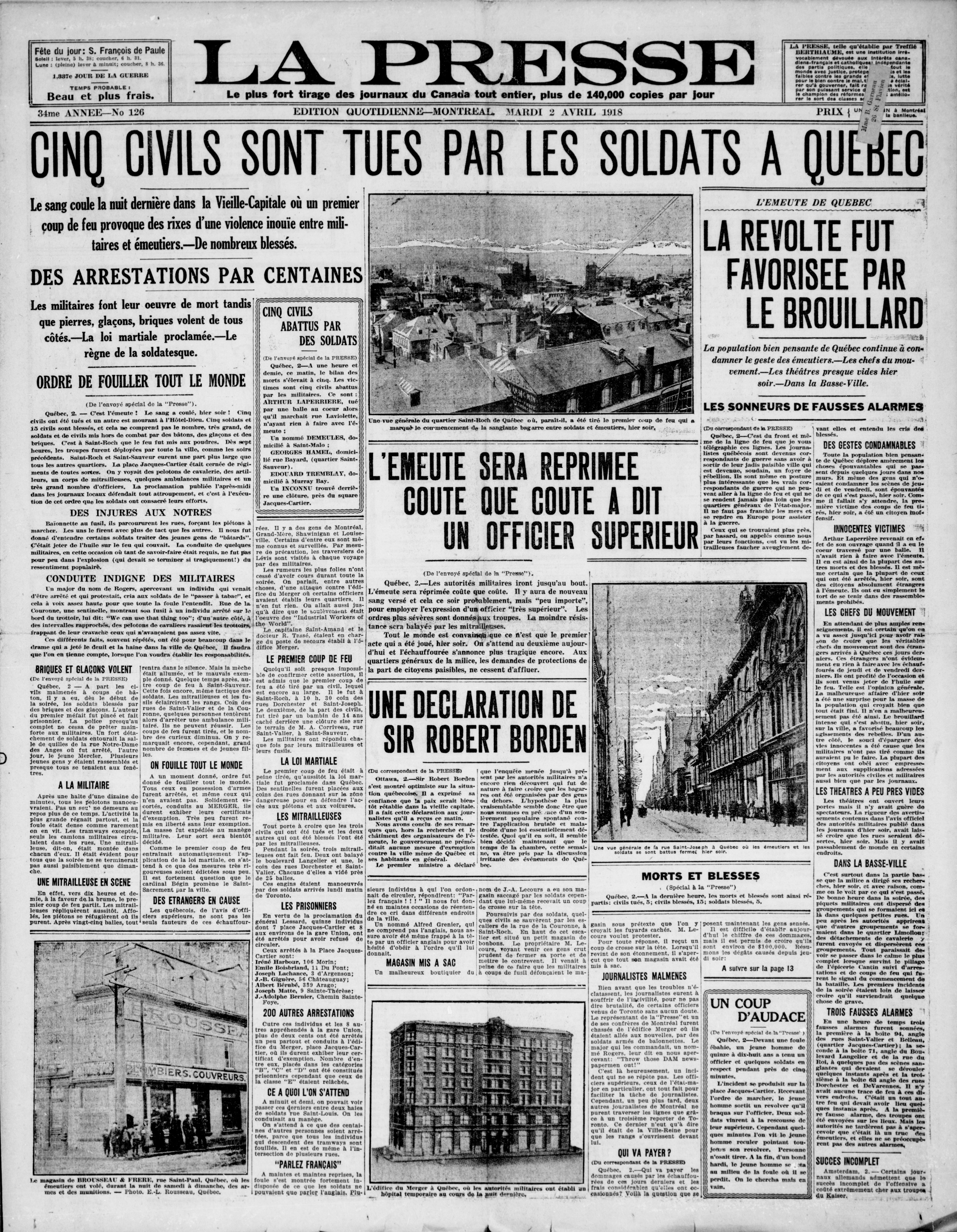
Une de La Presse du 2 avril 1918 à propos des émeutes de Québec survenues la veille. Le quotidien montréalais annonce, à tort, la mort de 5 civils, alors qu'en réalité, 4 ont trouvé la mort.

Comme promis à certains courants religieux par Lord John Graves Simcoe, lieutenant-gouverneur du Haut-Canada, pour les encourager à immigrer au Canada, la loi de milice de 1793 stipule que « les personnes nommées Quakers, Mennonites et Tunkers (Brethren in Christ) qui, en raison de certains scrupules de conscience, refusent de porter les armes ne doivent pas être obligées de servir dans ladite milice. » Une taxe de remplacement leur est imposée jusqu’en 1849. Des réfractaires à celle-ci sont emprisonnés.
Le 28 juillet 1873, le ministre de l'Agriculture signe avec des délégués de mennonites russes désireux de s'installer dans la province du Manitoba un accord les exemptant de tout service militaire. D’autres courants religieux sont ensuite dispensés de la conscription.
Durant la Première et la Deuxième Guerre mondiale, les lois sur la conscription au Canada ont donné lieu à ce que les historiens ont appelé la Crise de la conscription de 1917, et la Crise de la conscription de 1944.
La loi sur la conscription est votée en été 1917. Elle prévoit l'exemption du seul service combattant pour les objecteurs membres d'Églises reconnues par le gouvernement. Même reconnus et exemptés, les objecteurs sont privés du droit de vote. Les réfractaires risquent cinq ans d'emprisonnement.
Le 12 février 1918, les activités des Témoins de Jéhovah sont interdites car on estime que leurs publications contiennent des déclarations contre l'autorité publique et la guerre.
Très brièvement, Henri Bourassa - qui avait démissionné du gouvernement canadien en 1899 pour se dissocier de la participation du pays à la seconde guerre des Boers en Afrique du Sud - invoquait dans une série de livres publiés entre 1915 et 1918 des motifs identitaires, langue française et catholicisme, ainsi que l'autorité papale, pour s'opposer à la conscription au Québec ; le débat était très vif, et lors d'une manifestation spontanée contre la conscription plusieurs personnes sont tuées par des soldats dans les rues de la ville de Québec.
L'identité québécoise a également été au cœur du débat sur la conscription lors de la Deuxième Guerre Mondiale.
Alors que les lois sur les "mesures de guerre" se concrétisaient, en 1940, le maire de Montréal Camillien Houde a déclaré : « Je ne me crois pas tenu de me conformer à ladite loi et je n'ai pas l'intention de m'y conformer. Je demande à la population de ne pas s'y conformer, sachant ce que je fais et ce à quoi je m'expose » ; dès le lendemain il a été emprisonné dans un camp de travail, où l'on a essayé de le briser psychologiquement ; lors de sa sortie de prison, plusieurs années plus tard, il a été accueilli en héros par une très grande foule. Pour éviter la conscription, de nombreux québécois se sont accommodés avec des mariages, ou ont produit des documents factices selon lesquels ils étaient rentrés dans les ordres catholiques, ou encore se sont réfugiés dans les bois.
En 1942, les motifs non religieux de l'objection sont reconnus. En 1945, il y avait environ 10 000 objecteurs.
Au cours de la Guerre du Viêt Nam, dans la période entre 1965 et 1973, environ 50 000 américains ont trouvé refuge au Canada en tant qu'objecteurs de conscience, après avoir été conscrits, ou être devenus déserteurs après avoir été volontaires ; ces hommes ont éventuellement obtenu l'appui de principe du Premier Ministre Pierre Elliott Trudeau : « Ceux qui refusent de participer à cette guerre par motif de conscience ont toute ma sympathie ; le Canada doit être un refuge contre le militarisme ». Mais la situation légale de ces objecteurs de conscience n'a pas été régularisée pour autant.
Lors de la Guerre d'Iraq de 2003, de nombreux militaires américains se sont également réfugiés au Canada. Cependant, beaucoup d'entre eux ont été renvoyés aux États-Unis par la suite, durant la période où Stephen Harper a été Premier ministre ; et ils ont été jugés en cours martiales, et emprisonnés pour des périodes de 12 à 24 mois. Le statut légal de plusieurs de ces objecteurs de conscience qui sont encore en sol canadien n'a jamais été régularisé, malgré un engagement à cet effet de la part du Premier Ministre actuel, Justin Trudeau, durant sa campagne électorale, le 4 juillet 2015 : « J'appuie le principe de permettre aux objecteurs de conscience de demeurer [au Canada]. Je me suis engagé à rétablir notre sens de la compassion et de l'ouverture, et un havre de paix pour ceux qui viennent ici ».

### Asie

#### Arménie
Après des recours infructueux devant les juridictions arméniennes et devant la Cour européenne, le cas d'un objecteur est porté devant la Grande Chambre de la Cour européenne. Celle-ci considère que le droit à l’objection de conscience au service militaire est garanti par l’article 9 de la Convention européenne des droits de l’homme, lequel porte sur la liberté de pensée, de conscience et de religion. Un second procès en octobre 2017 est pourtant nécessaire pour que l'Arménie organise un service civil de nature « authentique et non punitive ».

#### Corée du Sud
Depuis 1950, 19 353 Témoins de Jéhovah ont été condamnés pour avoir refusé la conscription, selon l'église.
Le Comité des droits de l'Homme du Haut-Commissariat des Nations unies aux droits de l'homme a admis que la violation de l'article 19 du Pacte international relatif aux droits civils et politiques (liberté de conscience et religion) s'appliquait aux requêtes concernant l'objection de conscience au service militaire de deux témoins de Jéhovah en Corée du Sud.
Le 1er novembre 2018, la Cour suprême a jugé que l’objection de conscience n’était plus considérée comme un délit en Corée du Sud et que la conscience religieuse constituait un « juste motif » pour refuser d’effectuer le service militaire. Résultat : plusieurs centaines de prisonniers ont été soit relaxés, soit libérés dans les semaines qui ont suivi cette décision.
En octobre 2020, un service civil de trois ans est mis en place. Les objecteurs sont employés dans une prison avec obligation d’y résider.

#### Syrie
La Cour de justice de l’Union européenne précise dans l’arrêt EZ rendu le 19 novembre 2020 comment aborder la question de l’insoumission dans le cadre du conflit syrien. Elle ouvre la porte à la reconnaissance du statut de réfugiés aux Syriens ayant fui leur pays avant leur conscription. Elle reconnaît une présomption de causalité entre l’un des motifs de persécution énumérés dans la Convention de Genève de 1951 et les actes de persécutions liés à l’insoumission.
Une enquête du consortium de journalistes d’investigation OCCRP (Organized Crime and Corruption Reporting Project), relayée par plusieurs médias, dont le site libanais Daraj, explique que, depuis février 2021, le régime syrien s'arroge le droit de confisquer les biens des Syriens échappant au service militaire – obligatoire pour les hommes de 18 à 42 ans – et ceux de leurs proches, à moins qu'ils ne payent en espèces 8 000 dollars de droits d’exemption. D’après l’enquête, Damas a ainsi « récolté des devises auprès d’environ 1 million de Syriens qui se sont installés en Europe ».

#### Turquie

##### Histoire
La lutte des objecteurs de conscience en Turquie commence avec la déclaration de Tayfun Gönül, le 6 décembre 1989, et celle de Vedat Zencir, le 6 février 1990, toutes deux publiées dans un magazine intitulé Sokak (La rue). Depuis, plusieurs groupes constitués parfois de dizaines de personnes, y compris des femmes, se sont collectivement déclarés objecteurs. Des réfugiés dans des pays européens affirment publiquement leur objection.
Le Code pénal turc (article 318, qui a remplacé l’article 155) a été utilisé pour engager des poursuites contre des personnes qui exprimaient de manière non violente leur soutien à des objecteurs de conscience. Cette pratique a donné lieu à plusieurs arrêts de la Cour de Strasbourg, qui a constaté des violations de l’article 10 de la Convention européenne, consacré à la liberté d’expression.

##### Situation actuelle
La Turquie est le seul pays membre du Conseil de l'Europe qui ne reconnaît pas le droit à l'objection de conscience. En cas de mobilisation militaire, les objecteurs de conscience risquent d'être inculpés de désertion, passible de la peine de mort (article 63 du code de justice militaire). Selon le rapport du 4 juin 2020 du Comité de surveillance du Conseil de l’Europe concernant l’exécution des arrêts de la Cour européenne relatifs à l’objection de conscience en Turquie, la loi no 7179, qui a remplacé l'ancienne loi sur le service militaire le 26 juin 2019, réduit la durée du service militaire obligatoire de douze mois à six mois. En outre, un « service militaire payant » est établi, réduisant la durée du service militaire à un mois en échange d'une redevance fixée par les autorités. Des organisations non-gouvernementales défendant le droit à l'objection de conscience citées par le rapport ont noté que ce service ne constitue pas un service alternatif et qu'il nécessite toujours une formation militaire de base, en uniforme, pendant un mois et que la redevance est inabordable pour la plupart des gens. Elles ont souligné que les objecteurs de conscience continuent de faire face à un cycle sans fin de poursuites, de procès et d'amendes, voire d'un emprisonnement de deux mois à trois ans pour désertion en temps de paix.
Vicdani Ret Derneği (Association d’objection de conscience), a été fondée à İstanbul en 2013. Elle s’emploie à rassembler des objecteurs de conscience de toute la Turquie et à coordonner des manifestations d’information.

### Océanie

#### Australie
En 1903, l'Australie est le premier pays au monde à avoir introduit une loi reconnaissant l'objection de conscience. Cette dernière n'est pas obligatoirement religieuse et peut porter sur une guerre particulière.
En 1966, le gouvernement annonce que des conscrits seront envoyés combattre au Viêt Nam. Des associations opposées à la conscription se mobilisent contre cette décision et mènent des campagnes de désobéissance civile et de soutien aux réfractaires,,. En 1968, Le Conseil des Églises protestantes d'Australie demande un amendement à la loi sur la conscription. « Que l'on prévoit clairement le cas de personnes qui ont une objection de conscience à participer à une guerre particulière, déclarée ou non. » Il répète et argumente sa demande en 1969. À partir de 1969, 8 000 personnes dont des intellectuels, des syndicalistes et des responsables religieux incitent illégalement à ne pas se faire recenser pour le service national. L'opinion publique devient majoritairement opposée au conflit. Le 8 mai 1970, 100 000 personnes manifestent à Melbourne. Le gouvernement retire ses troupes du Viêt Nam en 1971. La conscription en Australie est définitivement supprimée en 1972 à l'arrivée du Parti travailliste australien au pouvoir.

#### Nouvelle-Zélande
Pendant la Première guerre mondiale, la conscription est adoptée en 1916 avec une clause d'exemption pour les objecteurs de conscience de certaines religions. Il y a de nombreux réfractaires, notamment socialistes. Le gouvernement recense 2 000 réfractaires blancs et 117 Maoris. Le droit à l'objection de conscience est légalement reconnu par la loi sur le service militaire jusqu'à l’abrogation de ce dernier en 1973.

## Déclarations et opinions

### Déclaration d'Amnesty International sur les droits des objecteurs de conscience
« Amnesty International considère comme objecteur de conscience toute personne susceptible d'être appelée à accomplir son service militaire ou inscrite sur les listes d'appel au service qui refuse d'effectuer un service armé ou toute autre forme directe ou indirecte de participation aux guerres ou conflits armés, pour raison de conscience ou de conviction profonde. (…) Toute personne où qu'elle se trouve, détenue ou emprisonnée parce qu'elle a été privée de son droit d'effectuer un service de remplacement, sera adoptée comme prisonnier d'opinion par Amnesty International, qui demandera sa libération immédiate et sans condition. Cette position est en accord avec les normes internationales relatives au droit à l'objection de conscience : par exemple, la résolution de 1995 de la Commission des droits de l'homme des Nations unies « souligne que ces formes de service de remplacement doivent offrir un statut civil ou de non-combattant, être dans l'intérêt public et ne pas avoir le caractère d'une sanction ».

### Déclaration de l'ONU sur le statut des objecteurs de conscience (20 avril 2000)
L'ONU a émis le 20 avril 2000 une déclaration demandant à tous les pays de reconnaître l'objection de conscience au service militaire. De fait, cette objection est reconnue légalement dans un nombre croissant de pays, qui offrent un service civil alternatif.

### Opinions
Léon Trotski :

« Les mots d'ordre individualistes et anarchistes d'objection de conscience, résistance passive, désertion, sabotage, sont radicalement opposés aux méthodes de la révolution prolétarienne. »

Louis Baillot, membre du comité central du Parti communiste français chargé des questions de la défense :

« L'objection de conscience et l'insoumission servent de support à une relance de la campagne antimilitariste. Campagne qui vise la jeunesse et qui rejoint celle menée en faveur de la drogue, du refus d'étudier et de travailler ou qui tend à excuser la délinquance sous prétexte de laisser à chaque jeune le droit de mener sa vie à sa guise. […] Prêcher l'objection de conscience, créer les conditions pour qu'elle devienne un phénomène de masse dans la jeunesse, c'est porter atteinte à l'armée de conscription en tarissant son recrutement. […] Être révolutionnaire, aujourd'hui, n'est pas être objecteur de conscience ou insoumis. »

— Louis Baillot, « Les communistes et l'objection de conscience », L'Humanité,‎ 2 janvier 1981
Albert Einstein, à propos de la lutte contre les armements et les comportements belliqueux :

« Je soutiens que le moyen violent du refus du service militaire reste le meilleur moyen. Il est préconisé par des organisations qui, dans divers pays, aident moralement et matériellement les courageux objecteurs de conscience »

— Albert Einstein, Comment je vois le monde, Paris, Flammarion, dl 2009, 245 p. (ISBN 978-2-08-122904-4 et 2081229048, OCLC 690493644), p. 69.
Mgr Jean Rodhain, aumônier général des prisons, secrétaire général du Secours catholique :

« Objecteur de conscience ? Quelle conscience ? Il n'y a pas une conscience «spéciale» pour le devoir militaire. Cela ne veut rien dire. Ou bien on fait son devoir, ou bien on ne veut pas le faire. (…)
Dès l'instant où l'Église, en France, délègue un cardinal archevêque comme aumônier général des armées, il me semble outrecuidant de vouloir être plus évangélique que l'Église.
La conscience de Jeanne d'Arc, chef de guerre, la conscience du Père de Foucauld, officier, celle de Péguy ou celle de Saint-Exupéry, morts en soldats, valent bien celle de ces discutailleurs. (…)
L'objecteur du service militaire ira en prison? Qu'il y aille ! Voilà la mesure que je préconise exactement. Cela fera pleurnicher une douzaine de lectrices. Cela n'a absolument aucune importance : elles seront les premières, dès la prochaine bataille, à réclamer des soldats plus nombreux pour défendre leur village. »

— Mgr Jean Rodhain, Panorama chrétien, Noël 1959, p. 26
Mgr Guy-Marie Riobé, évêque d'Orléans :

« Il serait en effet intolérable que les militaires soient victimes de l'incompréhension, voire de l'agressivité, des chrétiens au sein de nos communautés d'Église, il le serait tout autant d'en arriver à condamner sans appel ceux qui, par le moyen de la non-violence ou de l'objection de conscience, n'ont pas d'autre but que de faire leur le cri de plus en plus angoissé de l'humanité : « Jamais plus la guerre ». »

— Guy-Marie Riobé, Homélie prononcée le 4 juin 1972 devant les membres du congrès départemental des anciens combattants victimes de la guerre, et en présence du ministre des anciens combattants
Général Jacques Pâris de Bollardière, qui a demandé à être relevé de son commandement pour ne pas appliquer les techniques du général Massu pendant la guerre d'Algérie et, pour avoir exposé publiquement sa position, a été condamné à soixante jours de forteresse :

« Personnellement, je suis un objecteur de conscience. Qu'est que j'ai fait d'autre en Algérie que d'objecter pour des raisons de conscience précisément? »

— Jacques Pâris de Bollardière, Lettre des objecteurs, no 16, décembre 1972 - janvier 1973

## Objection de conscience dans des domaines autres que militaire

### Économie
En politique économique, il existe des « objecteurs de croissance » qui prônent la décroissance soutenable. Dans le domaine de l'emploi, des travailleurs revendiquent le droit de refuser certains contrats. En particulier les chômeurs sont parfois contraints d'accepter un « emploi convenable » dans un domaine ou dans une société dont les objectifs sont contraires à leurs valeurs.

#### Fabrication et exportation d'armes
Le 25 janvier 1952, le Comité de la Paix des Usines Schneider (La Chaléassière), à Saint-Étienne, rend compte des Assises départementales du Mouvement de la Paix. Le texte est adopté par l’ensemble des travailleurs présents à cette réunion. Maurice Combe en fait la lecture :

« Parlant au nom d’une usine qui s’apprête à travailler pour l’armement, je ne veux être qu’un écho, l’écho d’un malaise et d’une colère, la voix de ceux qui sentent qu’on veut leur arracher leur travail pour une tâche qu’ils ne pourront faire qu’à contrecœur.
Je veux dire bien haut qu’on n’a pas le droit de contraindre non pas seulement quelques-uns, non pas la majorité, mais l’ensemble des ouvriers d’une usine à une œuvre contre laquelle leur conscience d’honnêtes hommes se révolte. »

— Le Patriote de Saint-Etienne, 4 février 1952
En mars 2017, dans le port de Bilbao, le pompier Ina Robles a découvert que du matériel explosif destiné à l’Arabie saoudite, en guerre contre le Yémen, était chargé dans le navire Bahri Tabuk. Appelé pour superviser les opérations de chargement sur le navire, il a refusé de s’acquitter de ses fonctions en faisant valoir son droit à l’objection de conscience. Un mois plus tard, les autorités locales ont ouvert une procédure disciplinaire contre lui. En mai 2019, pour la même raison, les dockers de Gênes, qui ont le soutien de mouvements pacifistes, de groupes orientés à gauche et de syndicats, ont organisé une grève générale. Ils refusaient d’être les rouages dans une machine de guerre, comme celle qui sévit au Yémen.
Les 4 et 5 juin 2025, les dockers CGT du port de Marseille-Fos ont refusé de charger trois conteneurs remplis de composants militaires destinés à Israël, en dépit des appels répétés des Nations Unies à cesser les livraisons d’armes en raison du « risque de génocide des Palestiniens ». « Les dockers et portuaires du Golfe de Fos ne participeront pas au génocide en cours orchestré par le gouvernement israélien », s’indignent les portuaires dans un communiqué.
Le 23 juin 2025, une action de désobéissance civile est menée au siège social de l'entreprise Syensqo, à Haren (Belgique) pour protester contre la crise humanitaire à Gaza et l'armement d'Israël. Une autre action a lieu chez OIP-Elbit à Tournai (Belgique). Selon la campagne Stop Arming Israël, ces entreprises produisent des composants utilisés dans des avions, missiles et drones israéliens.

#### Objection à la syndicalisation au Canada et en Nouvelle-Zélande
Le Code canadien du travail autorise « le refus d’un employé de faire partie d’un syndicat ou de lui verser la cotisation syndicale normale […] fondé sur ses croyances ou convictions religieuses ». L'employé doit alors verser « un montant équivalent à la cotisation syndicale normale à un organisme de bienfaisance ».
En Nouvelle-Zélande, de 1936 à 1983, les salariés devaient généralement appartenir à un syndicat. Des dérogations étaient généralement accordées aux objecteurs à cette obligation.

### Santé et bioéthique
Dans le domaine des soins, l'objection de conscience consiste en un refus de fournir un traitement ou une prestation, fondé sur des convictions personnelles de nature morale ou religieuse qui s'imposent à la conscience du professionnel de la santé concerné. L'objection de conscience peut survenir dans presque tous les secteurs de la médecine et dans toutes les disciplines médicales. Certaines spécialités sont plus problématiques comme la gynécologie (ex : IVG et procréation médicalement assistée), la génétique médicale et le prélèvement d'organes à des fins de transplantation. L'objection de conscience se rencontre aussi souvent dans les soins intensifs, la néonatalogie ou les soins palliatifs destinés aux personnes en fin de vie.

#### Europe
En matière d’avortement, la Cour européenne des droits de l'homme a été amenée à se prononcer incidemment dans plusieurs affaires mettant en cause la Pologne. Considérant que l’objection de conscience et l’accès à l’avortement sont, dans les cas d’espèce, en conflit l’un par rapport à l’autre, la Cour a jugé que « les États sont tenus d’organiser leur système de santé de manière à garantir que l’exercice effectif de la liberté de conscience des professionnels de la santé dans le contexte de leurs fonctions n’empêche pas les patients d’accéder aux services auxquels ils ont droit en vertu de la législation applicable ». La Cour tient pour acquis que la liberté de conscience des professionnels de la santé manifestée par le refus de pratiquer l’avortement doit pouvoir être exercée de façon effective, tout en imposant à l’État l'obligation de veiller à la disponibilité de l'avortement dès lors qu'il a décidé de le légaliser.
Dès 1989, le Comité d’experts du Conseil de l’Europe en matière de bioéthique a posé le principe suivant lequel « Nul individu ne peut être obligé ou requis à contribuer directement à l’exécution des actes énoncés dans les présents Principes s’il y fait objection pour des motifs de conscience ». Sont concernés les techniques de procréation artificielle, notamment l’insémination artificielle, le prélèvement d’ovules, la fécondation in vitro, le don de sperme, d’ovules ou d’embryons.
L’Assemblée parlementaire du Conseil de l’Europe, dans une résolution de 2010 relative au « Droit à l’objection de conscience dans le cadre des soins médicaux légaux », a affirmé que « nul hôpital, établissement ou personne ne peut faire l’objet de pressions, être tenu responsable ou subir des discriminations d’aucune sorte pour son refus de réaliser, d’accueillir ou d’assister un avortement, une fausse couche provoquée ou une euthanasie, ou de s’y soumettre, ni pour son refus d’accomplir toute intervention visant à provoquer la mort d’un fœtus ou d’un embryon humains, quelles qu’en soient les raisons ».

#### Doctrine catholique et médecine
Pour les principales questions éthiques touchant à la vie (bioéthique), l'Église rappelle la valeur incomparable de la personne humaine (dans l'instruction romaine Dignitas Personae). Dès l'origine du christianisme, la prédication apostolique a toujours enseigné aux chrétiens d'obéir aux pouvoirs publics légitimement constitués, mais elle a donné en même temps le ferme avertissement qu'« il faut obéir à Dieu plutôt qu'aux hommes » (Ac 5, 29). Il est ainsi des pratiques, comme l'avortement, l'euthanasie..., que l'Église considère comme des crimes qu'aucune loi humaine ne peut prétendre légitimer : « Des lois de cette nature, non seulement ne créent aucune obligation pour la conscience, mais elles entraînent une obligation grave et précise de s'y opposer par l'objection de conscience ». L'Église appelle à refuser de participer à la perpétration d'injustices, parce qu'il s'agit non seulement d'un devoir moral, mais aussi d'un droit humain élémentaire : « Ceux qui recourent à l'objection de conscience doivent être exempts non seulement de sanctions pénales, mais encore de quelque dommage que ce soit sur le plan légal, disciplinaire, économique ou professionnel ». L'Académie pontificale pour la vie appelle en 2000 dans un communiqué à faire acte d’objection de conscience morale contre la pilule du lendemain, considérée comme une forme d'agression à l'égard de l'embryon humain.

#### Belgique: objection royale
Le 29 mars 1990, les parlementaires belges votent une dépénalisation partielle de l'interruption volontaire de grossesse. Le roi Baudouin refuse d'avaliser la loi invoquant « un grave problème de conscience ». Avec son accord, le Premier ministre recourt à l'article 93 de la Constitution et déclare le souverain « en impossibilité de régner ». Après trente-six heures de suspension au cours desquelles le gouvernement valide la loi, le roi retrouve son trône. Pour cette raison, au cours d'une messe à Bruxelles, le Pape François annonce « À mon retour à Rome, j'ouvrirai le processus de béatification du roi Baudouin. »

#### France
À la suite de la publication de l'encyclique « La Splendeur de la Vérité » (Veritatis Splendor) par le pape Jean-Paul II en 1993, qui discutait de la notion de conscience en lien avec « l’inviolabilité de l’ordre moral », des professionnels de la santé (médecins, infirmières, sages-femmes, pharmaciens, et autres) catholiques, regroupés en France dans le Réseau Hippocrate, ont cherché à faire évoluer les « clauses de conscience » de leurs codes de déontologie dans des pratiques comme l'avortement, la stérilisation et l'euthanasie. En droit français, l'objection de conscience est admise pour quelques professions avec des enjeux éthiques particuliers, comme la médecine et le journalisme, sous le nom de clause de conscience.

#### Italie
Le personnel de santé peut invoquer l’objection de conscience et refuser de participer aux procédures d'avortement (loi n° 194 du 22 mai 1978, article 9). De même, l’objection de conscience est applicable pour les procédures d'application des techniques de fécondation artificielle (loi n° 40 du 19 février 2004, article 16).
Le Comitato Nazionale per la Bioetica (comité national de bioéthique du conseil des ministres) a plusieurs fois pris position sur ces questions, il affirme en 2012 qu’il « convient de prévoir des mesures adéquates pour garantir la prestation des services, en veillant à ne discriminer ni les objecteurs ni les non-objecteurs ». Il rappelle sa première prise de position en 2004, sollicité alors par l'Ordre des médecins de Venise, affirmant qu’il fallait accepter la possibilité pour le médecin de refuser de prescrire ou d'administrer la contraception d'urgence. Il rappelle également ses recommandations de 2011, concernant les pharmaciens, que toute loi en la matière doit reconnaître aux femmes « la possibilité d'obtenir autrement la satisfaction de leur demande pharmacologique ».

#### Suisse: assistance au suicide
Les lois concernant la santé ont été modifiées dans les cantons de Vaud en 2012 et de Neuchâtel en 2014, obligeant l'ensemble des établissements de soins reconnus d'intérêt public d'accueillir l'assistance au suicide pour les résidents qui en feraient la demande, sous certaines conditions.
Certaines institutions médico-sociales chrétiennes établies dans ces cantons ont combattu ces changements législatifs, déjà au stade du vote populaire. Une coalition d’une dizaine d’établissements médicaux-sociaux (EMS) vaudois, le Réseau évangélique suisse, la Fédération romande d’Églises évangéliques, l’Armée du Salut ont appelé à voter « non », plaidant pour que leur liberté de conscience soit respectée,.
À la suite de l’entrée en vigueur de la nouvelle loi dans le canton de Neuchâtel, l’Armée du Salut a fait recours auprès du Tribunal fédéral, qui a rejeté ce recours le 13 septembre 2016. Dans son arrêt, le tribunal reconnaît une restriction à la liberté de conscience, qu’il juge « supportable » puisque l’institution concernée n’est pas contrainte de prendre une part active dans l'assistance au suicide, mais seulement de le tolérer. Le Réseau évangélique suisse (RES) a critiqué cette décision, l’interprétant comme une validation de l'existence d'un « droit » à l’assistance au suicide. L'Armée du Salut affirme qu’elle respectera la législation en vigueur, tout en continuant de mettre en avant les soins et l’accompagnement de fin de vie.

#### Suisse: assurances et prestation de soins médicaux
Certains assurés refusent de payer l'assurance maladie obligatoire en Suisse. Ainsi, un mouvement est né en 2001 contre ce qui est ressenti comme des choix politiques inadéquats et une absence de respect de la vie. Certains se regroupent sous la bannière Notre santé c'est notre affaire.
Les professionnels de la santé dans certains cantons (pour la Suisse romande en Valais, Genève, Fribourg) ont le droit, de par la loi cantonale sur la santé, de refuser de participer à des interventions et d'accomplir des prestations médicales contraires à leurs convictions personnelles, éthiques ou religieuses (un avortement par exemple). Dans ces cas, ils doivent diriger le patient vers un autre thérapeute.
En revanche, dans les cas d'urgence, tout professionnel de la santé, quelles que soient ses convictions personnelles, est tenu de porter les secours qui, d'après les circonstances, peuvent être raisonnablement exigés de lui.
Le 2 juin 2002, le peuple suisse a adopté une modification du code pénal relative aux dispositions concernant l'interruption de grossesse. Dans les discussions qui ont précédé cette modification, la proposition avait été faite d'insérer dans la nouvelle législation le texte suivant : « Tout membre du personnel médical est en droit de refuser de participer à une interruption de grossesse si sa conscience le lui interdit. Le médecin est alors tenu d'informer immédiatement la femme enceinte de son refus et de la renvoyer à un établissement où l'intervention pourra être pratiquée ». Ce texte n'a pas été accepté car une telle norme relève de la compétence des cantons.
La problématique des conflits de conscience dans le cadre de l'exercice de professions du secteur de la santé a fait l'objet, à la demande du Département fédéral de justice et police, d'un rapport paru le 12 mars 2002. Les grandes lignes de ce rapport sont les suivantes : il n'existe que des données très vagues sur la fréquence des conflits de conscience survenant chez des professionnels de la santé. La fin de vie ou l'interruption de grossesse, la procréation médicalement assistée, la génétique médicale et les prélèvements d'organes à des fins de transplantation peuvent poser des problèmes de conscience aux soignants. Le groupe de travail, auteur du rapport a estimé qu'il n'est pas nécessaire pour la Confédération de légiférer actuellement mais que ce sont les établissements de santé qui devraient établir leurs propres règles en se basant sur un modèle encore à définir.
Il n’y a donc pas de loi fédérale sur l’objection de conscience dans les soins puisque le Département fédéral de justice et police s’est prononcé contre. Il a estimé que cela ne relève pas de sa compétence, mais de la compétence des cantons étant donné que la santé relève du domaine cantonal. La confédération par contre garantit la liberté de religions et de conscience dans la constitution à l’article 15, ce qui d’après le monde politique doit suffire avec la loi sur le travail à la protection des professionnels de la santé.

### Activités policières

#### Protection civile (Suisse)
À Genève en 2009, des personnes astreintes à la protection civile ont refusé de participer au démantèlement d'un campement de Roms.

### Mariage homosexuel

#### Doctrine catholique (France)
Le pape François a considéré le 28 septembre 2015 que le droit d'objection de conscience dans le domaine du mariage entre personnes de même sexe était un « droit humain ».
En France, les controverses ayant eu lieu dans le cadre du projet de loi ouvrant le mariage aux couples de personnes de même sexe ont relancé le débat sur la liberté de conscience des hommes politiques, que ce soient les députés socialistes lors du vote du projet de loi à l'Assemblée nationale ou les maires lors de la célébration des mariages.

#### Royaume-Uni et Cour européenne des droits de l'homme
La Cour européenne des droits de l'homme, dans l’affaire Eweida et autres c. Royaume-Uni, a admis que le refus de célébrer une union civile entre deux personnes de même sexe constitue une manifestation de convictions bénéficiant à ce titre de la protection de la liberté de conscience et de religion (§ 103), imposant à « l’État l’obligation positive, au titre de l’article 9, d’assurer le respect de ce droit » (§ 108). Toutefois, dans le cas d’espèce, la Cour a considéré que la sanction subie par la requérante du fait de l’exercice de sa liberté n’était pas disproportionnée, après avoir relevé que le Royaume-Uni disposait d’une ample marge d’appréciation pour mettre en balance les droits concurrents (§ 106 et 109), et ce dans le but légitime d’assurer le bon fonctionnement du service et de respecter la politique de l’employeur de promotion de l’égalité et de lutte contre la discrimination (§ 105 et 109).

#### États-Unis
Dans un jugement du 6 juin 2018 dans l'affaire Masterpiece Cakeshop, Ltd., la Cour suprême des États-Unis a donné raison à un pâtissier précédemment condamné pour avoir refusé de préparer un gâteau pour le mariage de deux hommes.

### Sport
En 2017, la star des All Blacks, Sonny Bill Williams, critiqué pour avoir masqué le logo d’une banque au nom de sa religion, est autorisée par la Fédération néo-zélandaise de rugby à XV (NZR) à porter un maillot des Blues sans sponsor de banques, d’entreprises vendant de l’alcool ou de jeu. La modification de son contrat valide son objection de conscience.

### «Droit de résistance à l'oppression» (France)
L'objection de conscience étant conçue comme un droit à désobéir à des lois considérées comme moralement injustes et inacceptables, elle pose la question de la mise en pratique d'un droit de résistance à l'oppression. En France, la résistance à l'oppression est reconnue comme l'un des « droits naturels et imprescriptibles » de l'homme par l'article 2 de la Déclaration des droits de l'homme et du citoyen de 1789 : « Le but de toute association politique est la conservation des droits naturels et imprescriptibles de l’homme. Ces droits sont la liberté, la propriété, la sûreté et la résistance à l’oppression ».
La Ligue des droits de l'homme a notamment soulevé cette question lors d'une affaire d'expulsion d'enfants étrangers en 2006.

#### Quelques objecteurs de conscience à l'armée

##### Empire romain
- Maximilien de Théveste
- Martin de Tours

##### Allemagne
- August Dickmann
- Hermann Stöhr

##### Autriche
- Franz Jägerstätter
- Pierre Ramus

##### Belgique
- Léo Campion
- Hem Day
- Jean Van Lierde

##### France
- André Bernard
- José Bové
- Manuel Devaldès
- Jean-Michel Fayard
- Jean-Jacques de Felice
- Michel Hanniet
- François Janin
- Denis Langlois
- Jean-Pierre Lanvin
- Louis Lecoin
- Gérard Leretour
- Jacques Martin (pasteur)
- Jean-Marie Muller
- Christian Renoux
- Henri Roser
- Michel Tachon

##### Grande-Bretagne
- Benjamin Britten
- David Hockney, fils d'un objecteur pendant la Seconde guerre mondiale
- James Mason
- Stephen Winsten (en)

##### Pays-Bas
- Herman Groenendaal (nl)

##### Roumanie
- Eugen Relgis

##### Suisse
- John Baudraz
- Pierre Ceresole

##### Turquie
- Tayfun Gönül

##### Afrique du Sud
- Ivan Toms

##### États-Unis
- Mohamed Ali
- Roger Nash Baldwin
- Desmond Doss
- Harrison Ford[1]
- Sun Ra[2]
- Cleveland Sellers (en)

##### Australie
- Michael Matteson (en)
- Bob McMullan (en)